# Liste der Monuments historiques in Straßburg
Die Liste der Monument historique in Straßburg verzeichnet alle klassifizierten und eingetragenen Monuments historiques in der elsässischen Stadt Straßburg.

## Liste der Bauwerke
| Bezeichnung                                                     | Beschreibung | Standort                                                                         | Kennzeichnung | Schutzstatus          | Datum                    | Bild           |
| --------------------------------------------------------------- | --- | -------------------------------------------------------------------------------- | ------------- | --------------------- | ------------------------ | -------------- |
| Aubette                                                         | Das klassizistische Gebäude an der Place Kléber war zwischen 1764 und 1767 von Jacques-François Blondel als Hauptwache der Straßburger Garde du Corps erbaut worden. Im 19. Jahrhundert wurde es dann als Verwaltungssitz und als Gastwirtschaft genutzt, bevor es im Deutsch-Französischen Krieg durch einen Brand zerstört wurde. Zwischen 1873 und 1875 wurde das Gebäude von Stadtbaumeister Geoffroy Conrath verändert wiederaufgebaut. Das Gebäude ist ein streng gegliederter symmetrischer Sandsteinbau mit 19 Fensterachsen, von denen sich die drei mittleren in einem Risaliten befinden. Das hohe Erdgeschoss wird von bodentiefen Rundbogenfenstern beleuchtet. Über einem Gesims erhebt sich das Obergeschoss mit rechteckigen Fenstern und einem Attikageschoss. Zwischen den Attikafenstern sitzt Rocailleschmuck um eine Platte mit Köpfen. Den Baukörper schließt eine Balustrade mit Vasen und Figuren ab. Im Mittelrisalit sitzt ein Balkon auf dem Gesims. Abgeschlossen wird der Risalit von einem Dreiecksgiebel mit reichem Figurenschmuck und Wappen, darüber eine freistehende Statue.                                                                             | Place Kléber (Lage)                                                              | PA00085014    | Classé                | 1929 1985 1989           | weitere Bilder |
| Mikwe                                                           | Die Mikwe wurde wohl bereits im 16. Jahrhundert erbaut, denn schon in dieser Zeit hieß das Nachbargebäude „Zum Judenbad“. Die erhaltenen Reste stammen wohl aus der ersten Hälfte des 18. Jahrhunderts. Erhalten sind Teile der Treppe in das rituelle Bad, sowie die Außenmauern mit halbrunder Nische. Das Bad misst 3 × 3 Meter und wird in den Ecken von romanischen Konsolen überragt. | 20 Rue des Charpentiers (Lage)                                                   | PA00085013    | Inscrit               | 1985                     | weitere Bilder |
| Stadtbad                                                        | von 1904 bis 1911 nach Plänen von Fritz Beblo erbaut | 10 Boulevard de la Victoire (Lage)                                               | PA67000046    | Classé                | 2017                     | weitere Bilder |
| Barrage Vauban                                                  | befestigtes Flusswehr, zwischen 1686 und 1690 nach Plänen von Sébastien Le Prestre de Vauban erbaut | Rue de Molsheim (Lage)                                                           | PA00085039    | Inscrit               | 1971 1995                | weitere Bilder |
| Kanonikergebäude                                                | mittelalterliche Wohngebäude auf der Nord- und Ostseite des Kreuzgangs von St-Pierre-le-Jeune, im 19. Jahrhundert verändert | Rue de la Nuée-Bleue 8a quai Kellermann 2, 4, 6 rue Saint-Pierre-le-Jeune (Lage) | PA67000038    | Inscrit               | 1999                     | weitere Bilder |
| Bibliothèque nationale et universitaire de Strasbourg           | Das Gebäude wurde von 1889 bis 1894 nach Entwürfen der Architekten August Hartel und Skjøld Neckelmann im historisierenden Stil der italienischen Renaissance errichtet. Im Zweiten Weltkrieg wurde die Einrichtung des Gebäudes zerstört und von 1951 bis 1956 nach funktionalen Gesichtspunkten wiederaufgebaut. Im Zentrum wird der repräsentative zweigeschossige Sandsteinbau von einer Kuppel überragt. | 6 place de la République 1 avenue Victor Schœlcher (Lage)                        | PA67000009    | Classé Inscrit        | 2004                     | weitere Bilder |
| Breuscheckschlössel                                             | Erstmals erwähnt wird 1592 an dieser Stelle ein Burgstall. Im 16. Jahrhundert ist der mächtige Turm Teil der Stadtbefestigung. 1681 erwarb ihn Prechter von Preuschreck. 1804 kaufte der Mediziner Thomas Lauth das Anwesen und baute an den Turm ein herrschaftliches Anwesen an. Der mächtige mittelalterliche Turm überragt das zweigeschossige Gebäude. Das oberste Geschoss wird von einem zurückspringenden Belvedere mit Balustrade gebildet, der mit Holzschindeln verkleidet ist und von einem weit auskragenden Dach geschützt wird. Der verputzte Wohnbau ist unauffällig. Nur an der Südostseite wurde ein steinerner Balkon installiert, der auf vier ionischen Säulen ruht. | 33 rue de la Tour (Lage)                                                         | PA00085194    | Inscrit               | 1985                     | weitere Bilder |
| Café Brant                                                      | Das Gebäude mit dem Café wurde 1897 von dem Architekten Eduard Ess und dem Bauunternehmer Andreas Ess errichtet. Im Erdgeschoss fand das Restaurant „Zur Universität“ seinen Platz. 1921 ließ sich hier eine Autowerkstatt nieder, 1932 wurde es wieder zu einem Café. Das V-förmige Eckgebäude besitzt im Erdgeschoss große Schaufenster, die das Café beleuchten. Die oberen drei Etagen werden als Wohnungen genutzt und besitzen an der Fassade unregelmäßig Balkone mit Steinbalustraden. Bossenwerk und Bänder schmücken das Gebäude aus grauem Sandstein. Einfache Gesimse gliedern es horizontal. | 11 place de l’Université (Lage)                                                  | PA67000094    | Inscrit               | 2014                     | weitere Bilder |
| Straßburger Münster                                             | gotische Kathedrale, zwischen 1176 und 1439 erbaut | Place de la Cathédrale (Lage)                                                    | PA00085015    | Classé                | 1862                     | weitere Bilder |
| Chambre de la taille et des subhastations                       | Im 18. Jahrhundert erwarb die Stadtverwaltung das Grundstück in der Rue du Vieux Marché aux Grains, auf dem bis 1500 ein Wohnhaus gestanden hatte, das durch einen Brand zerstört worden war. 1760 erbaute dort der Architekt Samuel Werner ein Gebäude für die Kammer für Zwangsversteigerungen mit einem großen Versteigerungssaal. Das viergeschossige Gebäude wird von einem Attikageschoss abgeschlossen, das vom restlichen Baukörper durch ein weit auskragendes Gesims getrennt ist. Eckpilaster tragen dieses scheinbar. Die Segmentbogenfenster sind teilweise mit einfachem Schlussstein, im ersten Stockwerk auch mit geschwungenen Verdachungen und Rocailleschmuck verziert. | 2 rue du Vieux Marché aux Grains (Lage)                                          | PA00085016    | Inscrit               | 1937                     | weitere Bilder |
| Wasserturm                                                      | Der Wasserturm gehört zu den Bauten rund um den alten Bahnhof der Stadt. Er liegt südlich der SNCF-Depots und wurde 1883 im neoromanischen Stil erbaut. Der quadratische Grundriss wird durch abgefaste Gebäudeecken oktogonal. Das Erdgeschoss mit je einem Eingang an den Seiten und Sandsteinbänderung erhebt sich ein weiteres Geschoss aus Sandstein mit gekuppelten Rundbogenfenstern und Ecklisenen. Das oberste Geschoss kragt auf Konsolen leicht aus und wurde mit gelben und schwarzen Ziegeln errichtet. Buntglasfenster erhellen das Innere. Ein geschwungenes Dach mit geschlossener Laterne im Zentrum schließt den Baukörper über einem Fries ab. Heute ist im Gebäude das Musée Voudoo untergebracht. | Rue de Koenigshoffen (Lage)                                                      | PA00085017    | Inscrit               | 1984                     | weitere Bilder |
| Château de Pourtalès                                            | 1802 erwarb die Bankiersfamilie Renouard de Bussière einen kleinen Landsitz aus dem 18. Jahrhundert. Um 1840 ließ sich dort Athanase-Paul Renouard de Bussière nieder und schuf einen englischen Park um das Haus. 1844 baute dann sein Sohn Albert das Haus aus. Nach dem Tod von Alfred Renouard de Bussière lebte dessen Tochter Mélanie Renouard de Bussière im Schloss. Sie entschloss sich, das Gebäude erneut umbauen zu lassen und zu modernisieren. Sie ließ sie von 1887 bis 1902 den Landsitz von dem Architekten Breffendille im Stil Louis XV. zum Schloss Pourtalès umgestalten und Nebengebäude erstellen. 1907 wurde von den Straßburger Architekten Gustave Krafft und Jules Berninger ein Turm erbaut, um eine Bibliothek einrichten zu können. Das siebenachsige Hauptgebäude wird von zwei zweiachsige Gebäudeflügeln flankiert. Ein fünfachsiger Gebäudekomplex mit niedrigem Dach, Balustrade und Mittelrisalit schließt sich auf der Parkseite an. Sandsteinlisenen und Gesimse gliedern das verputzte Gebäude. Zwei Türme überragen den abwechslungsreich gestalteten Baukörper.                                                                                     | 161 rue Mélanie (Lage)                                                           | PA00085018    | Inscrit               | 1984                     | weitere Bilder |
| Jüdischer Friedhof Koenigshoffen                                | Der jüdische Friedhof im Stadtteil Koenigshoffen wurde 1801 angelegt und besaß 1910 etwa 4000 Gräber. Im Zweiten Weltkrieg wurde der Friedhof teilweise zerstört. 1945 waren etwa 1000 Steine umgeworfen und teilweise zerbrochen. Heute wird der Friedhof nur noch selten belegt und stattdessen der neue Friedhof in Cronenbourg genutzt. | 29 rue de la Tour (Lage)                                                         | PA67000058    | Inscrit               | 2002                     | weitere Bilder |
| Cinéma Odyssée                                                  | 1913 erbaute der Architekt Paul Horn das neoklassizistische Kinotheater, das dann bald Union-Kino und U. T. (Union Theater), ab 1964 ABC hieß. Der Kinosaal ist im neoklassizistischen Stil reich verziert und wird von einer Kassettendecke überdeckt. Die Front des Gebäudes wird außen von mächtigen Sandsteinarkaden gebildet, die bis in das erste Obergeschoss reichen. Darüber schließt ein Gesims den Bereich ab. Die darüberliegenden Geschosse werden durch kannelierte Pilaster gegliedert, die zwischen denen je zwei der sechs Fensterachsen gegliedert sind. | 3 rue des Francs Bourgeois Rue des Sept Hommes (Lage)                            | PA00085283    | Inscrit               | 1990                     | weitere Bilder |
| Zitadelle                                                       | 1682 bis 1685 nach Plänen von Sébastien Le Prestre de Vauban errichtet | Place du Troisième Régiment de Tirailleurs Algériens (Lage)                      | PA00085019    | Classé                | 1922 1932                | weitere Bilder |
| Lycée Fustel-de-Coulanges                                       | Nach dem Anschluss Straßburgs an Frankreich gründeten die Jesuiten als Gegengewicht zum vorherrschenden Protestantismus ein Priesterseminar, ein Collège und eine Universität. Die Pläne der Architekten wurden allerdings nie ganz ausgeführt. Nur das Collège wurde zwischen 1757 und 1759 von J. Massol und Le Mire nach Plänen von Saint-Martin realisiert. An der westlichen Schaufassade im Barockstil wird das dreigeschossige Sandsteingebäude von zwei Risaliten mit Pilastern beherrscht. Darin liegen zwei mächtige Eingangsportale. Abgeschlossen werden die Risaliten von zwei segmentbogigen Giebelfeldern mit reichem Figurenschmuck und Rocaille-Elementen. Segmentbogenfenster mit teilweise verzierten Schlussstein beleuchten das Gebäude. Der rechteckige Gebäudekomplex hinter dem Münster rahmt einen Innenhof ein. | Place du Château 8 rue des Écrivains (Lage)                                      | PA00085020    | Inscrit               | 1929                     | weitere Bilder |
| Johanniter-Kommende                                             | Spitalgebäude von 1547, zwei Gefängnisflügel von 1747; heute Sitz der École nationale d’administration | 1 rue Sainte-Marguerite (Lage)                                                   | PA00085021    | Inscrit               | 1971                     | weitere Bilder |
| Hôtel du Bourg                                                  | später Gerichtsgebäude und Polizeikommissariat; zwischen 1728 und 1732 erbaut, nach 1871 verändert | 11 rue de la Nuée Bleue (Lage)                                                   | PA00085055    | Inscrit               | 2013                     | weitere Bilder |
| Direction régionale des Impôts                                  | zwischen 1902 und 1911 nach Plänen von Ludwig Levy erbaut | 4 place de la République 25 avenue des Vosges (Lage)                             | PA67000010    | Inscrit               | 1996                     | weitere Bilder |
| Regionaldirektion des Zolls                                     | aus der zweiten Hälfte des 19. Jahrhunderts | 11 avenue de la Liberté (Lage)                                                   | PA00085314    | Inscrit               | 1992                     | weitere Bilder |
| Alter Zoll                                                      | Schon im Mittelalter besaß Straßburg einen Zoll für die Rheinschifffahrt. Das Gebäude wurde 1358 als Salzhof erbaut und diente später als Zolllager, Zoll und Verkaufsraum, aber auch als Herberge. 1944 wurde das Gebäude bei Bombardements zerstört, nach dem Krieg aber in den 1960er Jahren unverändert wiederaufgebaut. Der schmucklose Gebäudekomplex befindet sich am Ufer der Ill. Große Segmentbogenfenster bestimmen das Erdgeschoss des zweigeschossigen traufständigen Putzbaus. Gestufte Giebel schließen das Gebäude an den Schmalseiten ab. Diese Stufengiebel unterteilen auch das Dach in regelmäßigen Abständen optisch. | Rue de la Douane (Lage)                                                          | PA00085022    | Classé                | 1948                     | weitere Bilder |
| Haute école des arts du Rhin                                    | Die Kunsthochschule wurde 1892 durch den Stadtarchitekten Ott erbaut. Das dreigeschossige Ziegelsteingebäude wurde über einem hohen Sandsteinsockel errichtet. Ein Konsolenfries trägt das auskragende Dach. Auffällig sind die farbigen Fliesenwandbilder im Jugendstil mit allegorischen Figuren zu Malerei, Bildhauerei, Architektur, Wissenschaft, Archäologie und Geometrie. Geschaffen wurden sie von Léon Elchinger nach Entwürfen von Anton Seder. Florale Elemente schmücken die Bereiche unter den Fenstern der beiden obersten Geschosse. | 1 rue de l’Académie (Lage)                                                       | PA00085023    | Inscrit               | 1981                     | weitere Bilder |
| Kirche Ste-Aurélie                                              | Die Kirche wurde wohl schon im 8. Jahrhundert als Moritzkirche erbaut. Beim Abbruch der alten Kirche entdeckte man im 18. Jahrhundert Reste römischer Bruchstücke im Mauerwerk. Der Turm stammt aus romanischer Zeit, das Kirchenschiff wurde zwischen 1763 und 1765 neu gebaut. Abgeschlossen wird die Saalkirche von einem Fassadengiebel mit Voluten und eingeschriebenem Giebeldreieck. Sandstein ziert den Putzbau an den abgefasten Ecken und Fensterlaibungen sowie Gesimsen. | 4, 5 place Sainte-Aurélie (Lage)                                                 | PA00085024    | Classé                | 1988                     | weitere Bilder |
| Kirche Ste-Madelaine                                            | Die ehemalige Klosterkirche der Magdalenerinnen wurde von 1478 bis 1485 im gotischen Stil errichtet. Bei einem Brand im Jahr 1904 wurde die Kirche zerstört. Nur der spätgotische Chor blieb erhalten. An diesen wurde von Fritz Beblo eine dreischiffige Basilika mit Tonnengewölbe um 1907 rechtwinklig angebaut. Diese wurde 1944 durch britische und amerikanische Bombardements schwer beschädigt und 1958 wiederaufgebaut. | Place Sainte-Madeleine (Lage)                                                    | PA00085028    | Classé                | 1898                     | weitere Bilder |
| Kirche St-Étienne                                               | Zwischen 1210 und 1230 wurde die heute als Kapelle genutzte Kirche im Stil der rheinischen Romanik mit Elementen der Frühgotik errichtet. Der Basilika vorgelagert wurde ein massives Westwerk, das von einem Meter hohen Turm bekrönt wurde. 1802 wurde der Bau abgetragen und drei Jahre später durch einen Sakralbau in neoklassizistischer Ausführung ersetzt. 1944 wurde das Gebäude von britischen und amerikanischen Bomben getroffen und das Langhaus zerstört. Von 1959 bis 1965 wurde das heutige Gebäude in einem gotisierenden Stil erbaut. Von der ursprünglichen Kirche aus dem 13. Jahrhundert sind das Querschiff mit Vierungskuppel sowie der Chor und die Apsis erhalten geblieben. | 2 rue de la Pierre Large (Lage)                                                  | PA00085025    | Classé                | 1862                     | weitere Bilder |
| Kirche St-Guillaume                                             | Der gotische Sakralbau wurde 1307 als Kirche des Bettelordensklosters der Wilhelmiten errichtet. 1485 wurde es erweitert. Seit 1534 ist das Gotteshaus protestantisch. Die Kirche ist ein einschiffiger flach gedeckter Saalbau mit Vorhalle. Ein Chor mit ⅝-Schluss schließt das Langhaus ab. Chor und Schiff sind durch einen spätgotischen Lettner getrennt. Über der Eingangsfassade sitzt ein quadratischer Turm als Giebelreiter. | Rue Saint-Guillaume (Lage)                                                       | PA00085026    | Inscrit               | 1985                     | weitere Bilder |
| Kirche St-Jean                                                  | Das langgestreckte Gebäude entstand 1477 als einschiffiger, langgestreckter Bau mit flacher Kassettendecke. Der einschiffige Raum wird von einem eingezogenen Chor abgeschlossen. Ab 1687 gehörte die Kirche dem Johanniterorden. Die Kirche erhielt eine reiche barocke Ausstattung. 1944 wurde das Gebäude fast vollständig zerstört. Zwischen 1962 und 1964 wurde sie wiedererrichtet. Von der ursprünglichen Ausstattung ist nur der Taufstein aus dem 15. Jahrhundert erhalten. | Quai Saint-Jean (Lage)                                                           | PA00085027    | Inscrit               | 1946                     | weitere Bilder |
| Kirche St-Nicolas                                               | Die erste Kirche entstand hier 1182. Um 1230 wurde an der Südseite des Turms eine Vorhalle errichtet. 1381 wurde die Vorhalle wurde zur Kapelle erweitert. 1454 wurde von Diebold Mösung ein nördliches Seitenschiff angefügt, der Turm erhöht und der Chor vergrößert. Im 16. und 17. Jahrhundert erfolgten weitere Umbauten: Der polygonale Chorschluss wurde abgerissen, im Inneren wurden die Arkaden zum Seitenschiff entfernt, um Emporen errichten zu können. Auffällig ist das steile Dach mit den Gauben und der mächtige quadratische Turm. | Quai Saint-Nicolas (Lage)                                                        | PA00135152    | Classé                | 1995                     | weitere Bilder |
| Kirche St-Paul                                                  | Die Paulskirche wurde von 1892 bis 1897 von dem Architekten Louis Müller als protestantische Garnisonkirche errichtet. Mit dem Anschluss des Elsass an Frankreich wurde das Gebäude 1919 einer zivilen Gemeinde der Evangelisch-reformierten Kirche von Elsass und Lothringen übertragen. Die neogotische Sandsteinkirche wird von einer auffälligen Fassade mit zwei hohen flankierenden Türmen beherrscht. Eine offene Vorhalle mit drei Spitzbögen bildet den Eingangsbereich. An das Langhaus mit Mittel- und zwei Seitenschiffen schließt sich ein Chor mit ⅝-Schluss an. | Place du Général Eisenhower (Lage)                                               | PA00085029    | Classé                | 1998                     | weitere Bilder |
| Kirche St-Paul in Koenigshoffen                                 | zwischen 1911 und 1914 nach Plänen von Édouard Schimpf erbaut | Rue de la Tour (Lage)                                                            | PA67000018    | Inscrit               | 1997                     | weitere Bilder |
| Kirche St-Pierre-le-Jeune protestant                            | Ein 1899 gefundenes Hypogäum beweist, dass an dieser Stelle schon im 7. Jahrhundert eine Kirche stand. 1031 wurde die Kirche vollständig erneut. Von dieser sind noch die Untergeschosse des Turmes erhalten und drei Flügel des Kreuzganges. Ende des 12. Jahrhunderts wurde der Turm erhöht. 1290 wurde die Kirche erneuert. Man errichtete eine vierschiffige Pfeilerbasilika mit fünf Jochen und westlichem Querhaus. Abgeschlossen wurde das Langhaus von einem langen niedrigen Chor mit drei Vorjochen und 5/10-Schluss. Anfang des 14. Jahrhunderts wurde die Südseite zur Schauseite aufgewertet und durch ein unter einer Vorhalle liegendes Portal betont. Chor und Langhaus werden durch einen Lettner aus dem 14. Jahrhundert getrennt. | Place Saint-Pierre-le-Jeune Rue de la Nuée Bleue (Lage)                          | PA67000037    | Inscrit               | 1999                     | weitere Bilder |
| Kirche St-Pierre-Le-Vieux                                       | Die Kirche Saint-Pierre-le-Vieux wurde 1382 neu errichtet und von Jodocus Dotzinger 1455 bis 1475 erweitert. Die Simultankirche besteht aus einem katholischen Komplex, den der Stadtbaudirektor von Straßburg, Jean-Geoffroy Conrath (1824–1892) 1867 im neugotischen Stil errichtete und um 90° zum Altbau gedreht hat. Dabei wurde ein Teil des mittelalterlichen Chors abgerissen. Die Gestaltung der Fassade und des neuen Turmes übernahm Fritz Beblo. Zum Inventar der Kirche gehören Flügelaltäre aus der Spätgotik und der Frührenaissance aufgestellt, die aus abbruchreifen Kirchen des Oberelsass gerettet wurden. Der evangelische Teil ist der nahezu unveränderte Komplex aus dem 15. Jahrhundert. | 1 Grand Rue (Lage)                                                               | PA00085031    | Inscrit               | 1981                     | weitere Bilder |
| Kirche St-Thomas                                                | Die Thomaskirche soll bereits im 7. Jahrhundert von Bischof Florentius erbaut worden sein. Als eigentlicher Erbauer gilt allerdings Bischof Adeloch, der dort auch bestattet ist. Nach einem Brand im Jahr 1002 wurde die Kirche bis 1031 wieder aufgebaut, allerdings 1078 und 1144 erneut durch Feuer beschädigt. 1196 begann man mit einem Neubau. Die ältesten Teile der heutigen Kirche stammen aus der Zeit um 1200, dazu gehören ein Querhaus mit Vierungsturm. Die Thomaskirche ist eine fünfschiffige Hallenkirche. Auf der westwerkähnlichen Fassade sitzt ein quadratischer Glockenturm. | 4 rue Martin Luther (Lage)                                                       | PA00085032    | Classé                | 1862                     | weitere Bilder |
| Stadtbefestigung                                                | im 14. Jahrhundert angelegt | Boulevard du Président Wilson Rue Georges Wodli (Lage)                           | PA67000051    | Inscrit               | 2001                     |                |
| Mittelalterliche Stadtbefestigung                               | im 13. und 14. Jahrhundert angelegt | Place Sainte-Madeleine (Lage)                                                    | PA00085033    | Inscrit               | 1929                     | weitere Bilder |
| Faculté de droit                                                | Hauptgebäude 1962 nach Plänen von Charles-Gustave Stoskopf gebaut | 1 place d’Athènes (Lage)                                                         | PA67000064    | Inscrit               | 2005                     | weitere Bilder |
| Cité-jardin du Stockfeld                                        | Gartenstadtsiedlung; zwischen 1910 und 1912 nach Plänen von Edouard Schimpf angelegt | Stockfeld (Lage)                                                                 | PA67000013    | Inscrit               | 1996                     | weitere Bilder |
| Kanonengießerei                                                 | Nach der Säkularisation der Klostergebäude der Klarissen im Jahr 1529 nutzte die Stadt die Gebäude als Waffendepot. Die Kirche Ste-Claire wurde 1554 abgerissen. 1545 und 1582 wurde das Depot um eine Gießerei für Kanonen vergrößert. 1703 gründete Ludwig XIV. die königliche Gießerei, die bis 1870 in Betrieb war. Der verwinkelte Gebäudekomplex besteht aus mehreren Gebäuden, darunter ein mittelalterlicher Gebäuderiegel mit zwei und dreigeschossigem Turm, ein langgestreckter Renaissancebau mit Volutengiebeln aus dem Jahr 1642 und ein zweigeschossiger, traufständiger Putzbau mit großen Einfahrtstor und steilem Dach. | 18 place Broglie (Lage)                                                          | PA00085035    | Inscrit               | 1929                     | weitere Bilder |
| Deutsche Befestigungsanlagen                                    | Nord- und Nordwestfront der zwischen 1875 und 1878 angelegten inneren Stadtbefestigung. Das Kriegstor aus Sandstein ist ein Durchlass durch einen befestigten Erdwall. Das im historisierenden Stil errichtete Tor ist symmetrisch und wird von Pilastern und Bogenfriesen bestimmt. Rundbogentore dienen als Einlass. Die beiden größer ausgeführten mittleren Tore werden von kleinen Türmen mit Zinnen flankiert. | Rue du Rempart (Lage)                                                            | PA67000083    | Inscrit               | 2009                     | weitere Bilder |
| Bahnhof Strasbourg-Ville                                        | Der Bau des heutigen Bahnhofs wurde 1878 bis 1883 nach Entwurf des Berliner Architekten Johann Eduard Jacobsthal errichtet und in den folgenden Jahrzehnten ausgebaut. Das zweistöckige Empfangsgebäude aus Buntsandstein ist im Stil in Neorenaissance gestaltet. Die Gleisanlagen werden durch zwei Bögen aus Stahl überspannt. Eine Besonderheit sind die bis heute bestehenden Räumlichkeiten für die deutsche Kaiserfamilie im Bahnhof, die um 1900 von Hermann Eggert angebaut wurden. Die Fassade wird von zwei Reliefs und die Haupthalle mit zwei allegorischen Frauenstatuen („Landwirtschaft“ und „Industrie“) verziert, die von Otto Geyer stammen. Im Zuge von Umbaumaßnahmen wurde dem Gebäude eine gewölbte Glaswand vorangestellt, die die Fassade des Gebäudes einschließt und einen neuen Vorraum bildet. | Place de la Gare (Lage)                                                          | PA00085036    | Inscrit               | 1984                     | weitere Bilder |
| Eisfabrik                                                       | Das im 17. Jahrhundert errichtete Gebäude wurde ursprünglich als Mühle genutzt, ab 1897 als Stangeneisfabrik. Die Fabrik wurde 1903 und 1912 vergrößert und 1930 modernisiert. Eine der erhaltenen Turbinen stammt aus dem Jahr 1897. Bis 1990 wurde die Eisfabrik genutzt und dann zu einem Hotel umgebaut. | 3, 5 rue des Moulins (Lage)                                                      | PA00085291    | Inscrit               | 1991                     | weitere Bilder |
| Großes Seminar                                                  | Der Gebäudekomplex wurde zwischen 1768 und 1772 von dem Architekten Houlié in frühklassizistischer Bauweise errichtet. Der nüchterne viergeschossige Sandsteinbau besitzt ein großes Eingangstor mit Dreiecksgiebel sowie weitere kleinere mit Rundgiebel. Die Geschosse sind durch umlaufende Gesimse getrennt. Im begrünten Innenhof des Gebäudes befindet sich ein spätgotischer Brunnen mit Wimperg und reichem Figurenschmuck. | 2 rue des Frères (Lage)                                                          | PA00085041    | Classé                | 1939                     | weitere Bilder |
| Getreidespeicher                                                | Der kleine Getreidespeicher ist ein hoher trutziger Bau mit steilem Dach. Er wurde als zweigeschossiger Ziegelsteinbau in der ersten Hälfte des 17. Jahrhunderts errichtet. Säulen tragen die Mittelbalken der Geschosse. Der zweigeschossige Dachboden wurde ebenfalls als Lagerraum genutzt. | 8 rue Modeste Schickelé (Lage)                                                   | PA67000063    | Inscrit               | 2004                     | weitere Bilder |
| Nationalgestüt                                                  | Das Nationalgestüt zog 1845 in einen Gebäudekomplex aus dem 18. Jahrhundert und vereinte Gestüt und Reitsportakademie unter einem Dach. Die Reitsportschule existiert bereits seit 1621 und ist seit 1752 auf dem Birkenwaldischerhof untergebracht. Erbaut wurde der Hof in großen Teilen im 18. Jahrhundert von dem Architekten Jacques Gallay. 1756 wurden die Gebäude von den Architekten Clinchamp und Christiani erweitert. Der U-förmige Komplex umschließt einen Innenhof. Das Hauptgebäude ist ein viergeschossiger Baukörper mit Attikageschoss in Fachwerkbauweise. Stallungen und Wirtschaftsgebäude sind ein- und zweigeschossig ausgeführt. | 1 rue Sainte-Élisabeth (Lage)                                                    | PA00085042    | Classé                | 1922 1987                | weitere Bilder |
| Hôpital civil                                                   | Das Ursprungsgebäude entstand bereits 1398 und wurde bei einem Brand im Jahr 1716 vernichtet. Erhalten blieb nur die gotische Kapelle St-Ehrhard aus dem 15. Jahrhundert. Zwischen 1717 und 1725 ließ die Stadtverwaltung von dem Architekten F. R. Mollinger ein neues Krankenhaus bauen, das 1741 von J. P. Pflug nach Osten erweitert wurde. Der Hauptbau ist dreigeschossig. Einfache Gesimse gliedern das Gebäude horizontal. Auffällig ist das steile und hohe Dach. Mehrere Risalite, kleine angebaute Türmchen und die vorspringenden Seitenflügel sorgen für etwas Abwechslung. Auf dem Gebäude sitzt ein oktogonaler Dachreiter mit geschlossener Laterne. Kleine Balkone mit schmiedeeisernem Geländern sitzen auf gestuften ausladenden Konsolen. | Place de l’Hôpital (Lage)                                                        | PA00085043    | Inscrit               | 1929 1989 2011 2012 2015 | weitere Bilder |
| Militärhospital                                                 | Nach dem Anschluss Straßburgs an Frankreich, ließ der König die Festungsbaumeister Vauban und Tarade eine Zitadelle errichten und Straßburg wurde Garnisonsstadt. Diese brauchte ein Militärhospital. 1692/93 baute man den Nord- und den Südflügel. Zwischen 1636 und 1742 erbaute man dann einen Verbindungstrakt, verlängerte die Gebäudeflügel und baute drei Gebäuderiegel quer zwischen die Flügel, von denen heute noch zwei existieren. So entstand Platz für mehr als 900 Betten, außerdem Labore, Küchen und Apotheken. Während der deutschen Besatzungszeit zwischen 1871 und 1918 wurden die Gebäude mehrfach umgebaut. Nach 1945 wurde das Krankenhaus aufgegeben und als Verwaltungssitz genutzt. Die dreigeschossigen Gebäude sind recht schmucklos gehalten. Einzig das zentrale zweigeschossige Eingangsgebäude wurde aufgewertet. Auffällig ist das Eingangsportal aus Buntsandstein mit Rundbogentor und mächtigem Giebelfeld mit Wappenfeld und Figurenschmuck. | 2 rue de l’Hôpital Militaire (Lage)                                              | PA00085044    | Inscrit               | 1929                     | weitere Bilder |
| Hôtel                                                           | Das Stadtpalais wurde 1755 von dem Händler Christophe Zollikoffer errichtet. Nach seiner Zerstörung im 19. Jahrhundert wurde es verändert wieder aufgebaut. Dabei wurden Elemente des 18. Jahrhunderts mit neoklassizistischen Elementen gemischt. Das viergeschossige Gebäude ist leicht asymmetrisch angelegt. Im Zentrum liegt die Achse mit einem großen Eingangstor, die von Schaufenstern mit Rundbogen begleitet wird. Über dem Eingang hängt im ersten Obergeschoss ein Balkon mit schmiedeeisernem Geländer auf Konsolen. Einfache Verdachungen schmücken die Fenster in diesem Geschoss. Profilierte Gesimse trennen die Geschosse. Ein Konsolenfries stützt das ausladende Walmdach. Lisenen schmücken die Gebäudeecken. Die Fenster der unteren drei Geschosse sind auf der Rückseite mit Figuren im Giebelfeld ausgestattet. Pilaster trennen hier die Fensterachsen im Verhältnis 2–3–2. | 4 place du Marché aux Poissons (Lage)                                            | PA00085046    | Inscrit               | 1935                     | weitere Bilder |
| Hôtel                                                           | 1901 beauftragte Professor Laqueur den Architekten Issleiber mit dem Bau einer Villa. Das kleine Stadtpalais ist ein zweigeschossiger Sandsteinbau mit Mansarddach. Die Front wird von einer Auslucht mit schmiedeeisernem Balkon im ersten Obergeschoss beherrscht. Die Fenster des Erdgeschosses werden von geschmückten Schlusssteinen verziert. Die Faschen sind abstrakt und plastisch ausgestaltet. Im Obergeschoss sind die Faschen stärker geschmückt. Rocailleschmuck trägt die Fensterbänke. Schulterbogen bilden Giebelfelder mit vegetabiler Gestaltung. Ein schmuckloses Fries schließt den Baukörper ab. Der Künstler François Barette schuf im Treppenaufgang ein Wandgemälde im japanischen Stil mit Bäumen, Blumen und Vögeln in Rot- und Goldtönen. Heute ist das Gebäude Sitz des algerischen Generalkonsulats. | 37 allée de la Robertsau (Lage)                                                  | PA00085037    | Inscrit               | 1986                     | weitere Bilder |
| Hôtel Braun                                                     | Das als Hôtel Braun bekannt gewordene Palais wurde 1746 auf älteren Resten für den Händler Jean-Daniel Braun erbaut. Während das Äußere im Stil des Barock gehalten ist, wurde das Innere im Régence-Stil gestaltet. Lisenen gliedern die Fensterachsen im Verhältnis 3–1–3. Die mittlere Achse wird durch Pilaster betont. Die Ecklisene ist durch eine Halbsäule unterbrochen. Im ersten Obergeschoss sitzt über einem Segmentbogentor ein Balkon mit schmiedeeisernem Geländer. Das Innere wird von Salons mit edler Holzvertäfelung beherrscht. In mehreren Salons sind große Kamine aus Sandstein installiert worden. | 20 rue des Serruriers (Lage)                                                     | PA00085047    | Inscrit               | 1987                     | weitere Bilder |
| Hôtel d’Andlau                                                  | Das Hôtel d’Andlau wurde 1749 von dem Architekten Jacques Gallay für die Benediktinerinnen der Abtei Andlau errichtet. Heute gehört das Gebäude zum benachbarten Lycée. Das prächtige Sandsteingebäude wird durch Lisenen und Gesimse gegliedert. Im Zentrum der Fassade wird von einem aufwendig gestalteten, kaum heraustretenden Risaliten gebildet. Den Eingang betritt man über eine kleine Vorhalle. Diese wird flankiert von einem Säulenpaar mit ionischen Kapitellen. Diese tragen ein Gebälk. Im ersten Obergeschoss sitzt eine Rundbogenfenstertür, darüber ein Okulus. Beides wird von Pilastern mit korinthischen Kapitellen begleitet. Ein Dreiecksgiebel mit Wappenfeld und den Buchstaben A und M schließt den Risaliten ab. | 8 rue des Écrivains (Lage)                                                       | PA00085048    | Inscrit               | 1929                     | weitere Bilder |
| Hôtel d’Andlau-Klinglin                                         | Die ältesten Teile des Gebäudes stammen aus dem 15. Jahrhundert. 1713 erwarben Graf Anton von Andlau und seine Ehefrau Marianne von Klinglin das Gebäude und ließen es um- und ausbauen. Sie bauten den Ostflügel aus und ließen eine große Ehrentreppe mit geschwungenem schmiedeeisernem Geländer einbauen. Die Fassade gestaltete Johannes M. Pfundstein mit Anklängen an die Renaissance. Während des Second Empire erwarb Alfred Renouard de Bussière das Anwesen und baute es um. 1928 erwarb die Hafenbehörde das Gebäude und ließ das Gebäude erneut für seine Bedürfnisse von dem Architekten Robert Danis umbauen und zwei Gebäudeflügel anbauen. Die Fassade wird von einem mächtigen Portal beherrscht, das in einem Mittelrisaliten mit Dreiecksgiebel sitzt. Pilaster und breite Gesimse gliedern die Fassade. Auffällig sind die hohen Fenster im ersten Obergeschoss des dreigeschossigen Gebäudes. | 25 rue de la Nuée Bleue (Lage)                                                   | PA00085049    | Classé Inscrit Classé | 1921 1991                | weitere Bilder |
| Hôtel des Boecklin de Boecklinsau                               | Der Stettmeister Johann Philipp Böcklin von Böcklinsau ließ sich 1598 ein Stadtpalais erbauen, das im 17. und 18. Jahrhundert als Sitz des Direktoriums der Reichsritterschaft im Unterelsass genutzt wurde. Das stark von der Renaissance beeinflusste Bauwerk ist dreigeschossig und besitzt elf Fensterachsen. Die mittlere Achse besitzt im Erdgeschoss ein hohes Rundbogentor, darüber ein Balkon mit schmiedeeisernem Geländer. Abgeschlossen wird die Mittelachse oben von einem Zwerchhaus mit Volutengiebel. Die zweite und zehnte Achse sitzen in rechteckigen Erkern auf Konsolen und werden von kleineren Zwerchhäusern abgeschlossen. | 17 place Saint-Étienne (Lage)                                                    | PA00085053    | Classé                | 1927                     | weitere Bilder |
| Hôtel Brackenhoffer                                             | Erbaut wurde das Gebäude im Auftrag von Elie Brackenhoffer 1731. Sein Enkel verkaufte es 1794 an den Händler Etienne Livio, der 1800 Bürgermeister von Straßburg wurde. Das zurückgesetzte dreigeschossige Gebäude bildet mit zwei Seitenflügeln einen zur Straße offenen Innenhof, den ein niedriges Torhaus mit reich verziertem Portal schützt. | 11 rue de l’Épine (Lage)                                                         | PA00085045    | Inscrit               | 1934                     | weitere Bilder |
| Hôtel Brion                                                     | Das kleine Palais von Architekt Auguste Brion wurde 1904 ganz im Stil der Art Nouveau errichtet. Abgerundete Laibungen, Kugelfriese und flore Muster bestimmen das Äußere des zweigeschossigen Gebäudes. Über einer Fensterachse sitzt ein Zwerchhaus, darunter im Erdgeschoss eine lange Auslucht. Balkongeländer sind im typischen Stil gehalten. | 22 rue Sleidan (Lage)                                                            | PA00085173    | Inscrit               | 1975                     | weitere Bilder |
| Cour du Corbeau                                                 | zum Hôtel du Corbeau gehörender langgestreckter Innenhof mit Fachwerkgebäuden, Treppenturm, Laubengängen und einem Brunnen, 14. bis 18. Jahrhundert | 1 quai des Bateliers (Lage)                                                      | PA00085051    | Classé                | 1930 1933                | weitere Bilder |
| Hôtel de Dartein                                                | auch Hôtel Waldner de Freudenstein; drei Jahrhunderte lang stand hier ein Anwesen der Adelsfamilie Böcklin von Böcklinsau. 1761 wurde es verkauft, abgerissen und bis 1765 ein neues Gebäude errichtet. Maria Christina von Sachsen erwarb das Gebäude 1776 und ließ es von dem Architekten Samuel Werner um- und ausbauen. Ab 1810 lebten hier Bertrand Pierre de Castex und Adelaide de Dartein. Der dreigeschossige Barockbau mit Segmentbogenfenstern wird im Erdgeschoss von Rocaille-Elementen geschmückt. Mäanderfriese sind in den Obergeschossen angebracht. | 17 rue des Charpentiers (Lage)                                                   | PA00085052    | Classé                | 1927                     | weitere Bilder |
| Hôtel des Deux-Ponts                                            | Der Zweibrücker Hof (auch Hôtel du Gouverneur militaire) wurde von einem königlichen Prätor erbaut, das 1771 von Maximilian von Zweibrücken erworben und von dem Architekten Georg Michel Müller ausgebaut wurde. Der repräsentative Hof bildet mit seinen Gebäudeflügeln einen Innenhof. Das Hauptgebäude wird von einem hohen Mittelrisaliten beherrscht, der mit seinem Zwerchhaus bis in das Dach reicht. Das Peristyl ist prachtvoll ausgemalt. | 13 rue Brûlée Place Broglie (Lage)                                               | PA00085054    | Classé                | 1921                     | weitere Bilder |
| Hôtel de l’Épine                                                | auch Hôtel Schubart; an dieser Stelle stand schon im 13. Jahrhundert ein herrschaftliches Gebäude. Dieses wurde 1559 ersetzt. Der Tuchhändler Jean Schubart erwarb es 1735, ließ es abreißen und erbaute bis 1737 ein neues Gebäude, das die Steinmetze Karl Hisky und Jean-Piere Pflug erbauten. Der dreigeschossige Sandsteinbau wird von Lisenen und Gesimsen gegliedert. Während die sechs Fensterachsen beider Obergeschosse in Segmentbogenbauweise mit verzierten Schlusssteinen gestaltet wurden, ist das Erdgeschoss aufwendiger gestaltet. Die großen Rundbogenfenster des Erdgeschosses besitzen aufwendig gestaltete Schlusssteine. In der mittleren der fünf Achsen sitzt ein Rundbogenportal und Wappenfeld. Eine schulterbogenförmige Verdachung wird von Pilastern mit ionischen Kapitellen. | 9 rue de l’Épine (Lage)                                                          | PA00085056    | Classé                | 1946                     | weitere Bilder |
| Hôtel d’Ettenheimmunster                                        | Das Palais entstand bereits im 15. Jahrhundert. In seiner heutigen Form entstand es 1759 durch den Architekten G. M. Müller, der für die linksrheinische Verwaltung des Bischofs von Basel arbeitete und es für die Mönche des Klosters Ettenheimmünster erbaute. Das schmale dreigeschossige Gebäude mit Sandsteinfassade besitzt drei Fensterachsen. Im Erdgeschoss sitzt ein breites Portal mit Schulterbogen. Im Giebelfeld sitzt ein Muschelelement umgeben von Ranken. Darüber eine bischöfliche Mitra. | 3 place de l’Hôpital (Lage)                                                      | PA00085057    | Classé                | 1927                     | weitere Bilder |
| Hôtel de Franck                                                 | Der Bankier und Politiker Philippe-Jacques Franck erwarb in den 1770er-Jahren das Palais der Familie Wurmser von Vendenheim. Seine Schwiegertochter Marie Cléophée de Turckheim übernahm die Geschäfte der Familie und baute das Haus aus. Der dreigeschossige traufständige Putzbau mit sechs Fensterachsen besitzt einen Mittelrisaliten aus Sandstein mit Barockelementen. | 7 quai Saint-Nicolas (Lage)                                                      | PA00085058    | Inscrit               | 1929                     | weitere Bilder |
| Hôtel de Furstemberg                                            | um 1565 erbaut | 8 rue des Pucelles (Lage)                                                        | PA00085059    | Inscrit               | 1929                     | weitere Bilder |
| Hôtel de Gayling d’Altheim                                      | Von 1497 bis 1720 residierte hier die Familie Wurmser von Vendenheim. Ab 1765 war das Anwesen im Besitz der Familie Gayling von Altheim, die es modernisierte und ausbaute. Auffällig ist das Zwerchhaus mit großer Kartusche, das die Traufe sprengt. | 20 rue des Veaux (Lage)                                                          | PA00085060    | Inscrit               | 1937                     | weitere Bilder |
| Cour des Couples                                                | auch Hôtel Hammerer; bis 1681 befand sich hier ein Gestüt. Der Händler Jean Hammerer erwarb das Gebäude und errichtete um 1762 ein neues Haus im Stil des Rokoko. Der dreigeschossige Sandsteinbau bildet einen dreiflügelige Anlage, die einen Ehrenhof bildet. Dem zentralen Gebäuderiegel ist ein Mittelrisalit mit Dreiecksgiebel vorgelagert. | 9 rue des Couples (Lage)                                                         | PA00085100    | Classé                | 1927                     | weitere Bilder |
| Hôtel de Ville                                                  | ehemals Hôtel de Hanau (Hanauer Hof); ab 1728 für die Grafen von Hanau-Lichtenberg nach Plänen von Christian Ludwig Hermann und Joseph Massol erbaut; seit 1805 Rathaus | Place Broglie Rue Brûlée (Lage)                                                  | PA00085061    | Classé                | 1921                     | weitere Bilder |
| Hôtel des Joham de Mundolsheim                                  | Gebäude ab dem späten 13. Jahrhundert; mit Ausmalung um 1450 | 15 rue des Juifs (Lage)                                                          | PA00085062    | Inscrit Classé        | 1985 1989                | weitere Bilder |
| Hôtel du préfet                                                 | ehemaliges Hôtel de Klinglin; zwischen 1731 und 1736 für François-Joseph de Klinglin erbaut | 19 rue Brûlée (Lage)                                                             | PA00085063    | Classé                | 1970                     | weitere Bilder |
| Hôtel Magnus                                                    | zwischen 1871 und 1874 erbaut | 59 rue du Faubourg-de-Pierre (Lage)                                              | PA67000093    | Inscrit               | 2014                     | weitere Bilder |
| Hôtel de Marabail                                               | auch Hôtel Horrer; das kleine Stadtpalais wurde 1745 nach Plänen von Jacques Gallay von dem Steinmetz Jean-Michel Guth für Jean-Georges Horrer erbaut. 1764 verkaufte er es an Antoine de Marabail. Das dreigeschossige Gebäude wird von Lisenen und Gesimsen gegliedert. Zwei der vier Fensterachsen sind im Erdgeschoss zu einem Eingangsportal zusammengefasst, dessen Schlussstein im Rundbogen ein doppeltes Wappenfeld zeigt. Die Schlusssteine der Segmentbogenfenster in den beiden Obergeschossen sind mit Köpfen verziert. Kunstvolle schmiedeeiserne Fenstergitter schmücken die Fenster zusätzlich. | 15 rue de l’Arc en Ciel (Lage)                                                   | PA00085064    | Inscrit               | 1929                     | weitere Bilder |
| Hôtel de Neuwiller                                              | um 1750 erbaut | 4 quai de Paris (Lage)                                                           | PA00085065    | Inscrit               | 1985                     | weitere Bilder |
| Hôtel de Rathsamhausen                                          | vom Ende des 16. Jahrhunderts | 9 rue des Dentelles (Lage)                                                       | PA00085066    | Inscrit               | 1929                     | weitere Bilder |
| Hôtel de Saxe                                                   | zuvor Hôtel de Purgerot de Wardener; im Kern vom Anfang des 17. Jahrhunderts; zunächst ab 1767 nach Plänen von Georg Michel Müller, dann ab 1779 nach Plänen von François Pinot für Maria Christina von Sachsen umgebaut | 27 rue des Juifs (Lage)                                                          | PA00085067    | Classé                | 1927                     | weitere Bilder |
| Hôtel Schützenberger                                            | Stadtvilla; 1900 nach Plänen von Gottfried Berninger und Gustave Krafft erbaut | 76 allée de la Robertsau (Lage)                                                  | PA00085038    | Inscrit               | 1975                     | weitere Bilder |
| Hôtel de la Tribu des Marchands                                 | aus der zweiten Hälfte des 18. Jahrhunderts | 29 rue des Serruriers 1 rue du Miroir 5 rue Gutenberg (Lage)                     | PA00085187    | Classé Inscrit        | 1984                     | weitere Bilder |
| Hôtel Weitz                                                     | 1737/38 erbaut | 3 quai Saint-Thomas (Lage)                                                       | PA00085068    | Inscrit               | 1986                     | weitere Bilder |
| Hôtel des Zorn de Bulach                                        | aus dem 16. Jahrhundert; mit Treppenturm im Innenhof | 120 Grand Rue (Lage)                                                             | PA00085069    | Inscrit               | 1929                     | weitere Bilder |
| Wohn- und Geschäftshaus                                         | 1912 nach Plänen des Architekturbüros Backes und Zache erbaut | 16 rue du 22-Novembre (Lage)                                                     | PA67000085    | Inscrit               | 2009                     | weitere Bilder |
| Wohn- und Geschäftshaus                                         | Fachwerkhaus mit Walmdach, 18. Jahrhundert | 22 rue des Balayeurs 6 place Saint-Nicolas-aux-Ondes (Lage)                      | PA00085083    | Inscrit               | 1978                     | weitere Bilder |
| Wohnhaus                                                        | Gebäude bezeichnet 1598, Treppenturm bezeichnet 1618 | 11 quai des Bateliers (Lage)                                                     | PA67000020    | Inscrit               | 1997                     | weitere Bilder |
| Wohn- und Geschäftshaus                                         | 1901 nach Plänen von Gottfried Berninger und Gustave Krafft erbaut | 1 place Broglie (Lage)                                                           | PA00085094    | Inscrit               | 1975                     | weitere Bilder |
| Wohn- und Geschäftshaus                                         | 1767 erbaut | 19 rue de la Douane 1 rue du Vieux Marché aux Poissons (Lage)                    | PA00085105    | Inscrit               | 1947                     | weitere Bilder |
| Wohn- und Geschäftshaus                                         | aus der ersten Hälfte des 16. Jahrhunderts; nach dem Zweiten Weltkrieg rekonstruiert | 8 rue du Fossé des Tailleurs (Lage)                                              | PA00085110    | Inscrit               | 1946                     | weitere Bilder |
| Wohn- und Geschäftshaus                                         | aus dem 16. und 18. Jahrhundert | 29 rue des Frères 2 rue du Faisan (Lage)                                         | PA00085111    | Inscrit               | 1931                     | weitere Bilder |
| Wohn- und Geschäftshaus                                         | Fachwerkhaus mit geschnitzter Fenstereinfassung aus dem 16. Jahrhundert | 31 rue des Frères (Lage)                                                         | PA00085112    | Inscrit               | 1931                     | weitere Bilder |
| Wohn- und Geschäftshaus                                         | von 1901 bis 1903 durch die Architekten Frantz Lütke und Heinrich Backes erbaut | 22 rue du Général de Castelnau (Lage)                                            | PA00085113    | Inscrit               | 1975                     | weitere Bilder |
| Wohn- und Geschäftshaus                                         | zwischen 1896 und 1899 erbaut | 33, 35, 37 rue des Grandes Arcades (Lage)                                        | PA00085122    | Inscrit               | 1984                     | weitere Bilder |
| Wohn- und Geschäftshaus                                         | im Kellergeschoss: Reste eines romanischen Turms | 47, 49 rue des Grandes Arcades (Lage)                                            | PA00085123    | Classé                | 1920                     | weitere Bilder |
| Wohn- und Geschäftshaus                                         | Vorderhaus im Kern vom Anfang des 14. Jahrhunderts; Saal mit Ausmalung des 14. und 16. Jahrhunderts; rückwärtiger Flügel aus dem 18. Jahrhundert | 17 rue des Hallebardes (Lage)                                                    | PA67000012    | Classé                | 1998                     | weitere Bilder |
| Wohn- und Geschäftshaus                                         | Fachwerkhaus, 16. und 17. Jahrhundert, mit erhaltenen spätmittelalterlichen Bauteilen | 22 rue des Hallebardes 15 Place de la Cathédrale (Lage)                          | PA00085130    | Inscrit               | 1988                     | weitere Bilder |
| Wohn- und Geschäftshaus                                         | 1842 erbaut, mit Teilen eines Vorgängers von 1756 | 6 quai Kléber (Lage)                                                             | PA00085284    | Inscrit               | 1990                     | weitere Bilder |
| Wohnhaus                                                        | Wohnhaus eines ehemaligen Bauernhofs, bezeichnet 1624 | 13 rue Martin Bucer (Lage)                                                       | PA00085139    | Inscrit               | 1978                     | weitere Bilder |
| Wohnhaus                                                        | zwei Fachwerkhäuser | 1 quai des Moulins (Lage)                                                        | PA00085147    | Classé                | 1928                     | weitere Bilder |
| Wohnhaus                                                        | Fachwerkhaus, teilweise massiv | 6 rue des Moulins (Lage)                                                         | PA00085148    | Classé                | 1928                     | weitere Bilder |
| Wohn- und Geschäftshaus                                         | aus dem 18. Jahrhundert | 27 rue de la Nuée Bleue (Lage)                                                   | PA00085149    | Inscrit               | 1988                     |                |
| Wohnhaus                                                        | 1909/10 erbaut | 26 allée de la Robertsau (Lage)                                                  | PA67000082    | Inscrit               | 2009                     | weitere Bilder |
| Wohnhaus                                                        | 1902 bis 1904 nach Plänen von Frantz Lütke und Heinrich Backes erbaut | 56 allée de la Robertsau (Lage)                                                  | PA00085156    | Inscrit               | 1975                     | weitere Bilder |
| Wohnhaus                                                        | aus dem 16. oder 17. Jahrhundert | 9 rue Sainte-Hélène (Lage)                                                       | PA00085162    | Inscrit               | 1984                     | weitere Bilder |
| Wohnhaus                                                        | erste Hälfte des 18. Jahrhunderts | 4 quai Saint-Thomas (Lage)                                                       | PA00085170    | Inscrit               | 1988                     | weitere Bilder |
| Wohn- und Geschäftshaus                                         | Das 1905 erbaute Gebäude wurde von den Architekten Lütke und Backes für den Spirituosenhändler Emil Gersbach entworfen. Das Erdgeschoss diente als Verkaufs- und Lagerraum, die oberen Stockwerke als Wohnungen. Das fünfgeschossige Gebäude besitzt eine aufwendig gestaltete Fassade im Stil der Art Nouveau. Über dem Eingangstor zum Innenhof erhebt sich ein reich verziertes Zwerchhaus. Die Fenster der beiden unteren Wohnetagen werden von gemeinsamen Fensterlaibungen gerahmt. Im obersten Stockwerk findet sich ein Balkon mit schmiedeeisernem Geländer. | 46 avenue des Vosges (Lage)                                                      | PA00085179    | Inscrit               | 1975                     | weitere Bilder |
| Wohnhäuser                                                      | zwei Fachwerkhäuser mit massiven Sockelgeschossen, 16. Jahrhundert | 2, 4 impasse de la Bière (Lage)                                                  | PA00085089    | Inscrit               | 1971                     | weitere Bilder |
| Wohn- und Geschäftshäuser                                       | Fachwerkhäuser mit massivem Sockelgeschoss, 1467–1469 | 11 rue Mercière 10 place de la Cathédrale (Lage)                                 | PA00085144    | Classé Inscrit        | 1936 1937 2000           | weitere Bilder |
| Botanischer Garten der Universität                              | 1884 unter Leitung von Anton de Bary durch den Architekten Anton de Bary angelegt; zwölfeckiges Gewächshaus | 28 rue Goethe (Lage)                                                             | PA00085285    | Inscrit Classé        | 1990 1993                | weitere Bilder |
| Grenier d’Abondance                                             | westlicher Abschnitt des 1441 auf den Resten des römischen Castrums erbauten Kornspeichers | Place Broglie (Lage)                                                             | PA67000028    | Inscrit               | 1999                     | weitere Bilder |
| Freimaurerloge                                                  | 1885 erbaut | 11 rue du Maréchal Joffre (Lage)                                                 | PA00125227    | Inscrit               | 1993                     | weitere Bilder |
| Lycée international des Pontonniers                             | 1902/03 nach Plänen von Johann Karl Ott erbaut | 1 rue des Pontonniers (Lage)                                                     | PA67000059    | Inscrit               | 2002                     | weitere Bilder |
| Magasin Neunreiter                                              | ab 1898 erbaut | 7 rue de l’Abreuvoir (Lage)                                                      | PA67000099    | Inscrit               | 2015                     | weitere Bilder |
| Wohnhaus                                                        | Fachwerkhaus, 18. Jahrhundert | 2 rue de l’Abreuvoir (Lage)                                                      | PA00085070    | Inscrit               | 1978                     | weitere Bilder |
| Wohnhaus                                                        | Fachwerkhaus auf massivem Sockelgeschoss, bezeichnet 1591 | 3 rue de l’Ail (Lage)                                                            | PA00085071    | Inscrit               | 1934                     | weitere Bilder |
| Wohnhaus                                                        | Portal bezeichnet 1775 | 7 rue de l’Ail (Lage)                                                            | PA00085072    | Inscrit               | 1929                     | weitere Bilder |
| Wohnhaus                                                        | aus der ersten Hälfte des 18. Jahrhunderts; 1944 zerstört | 12 rue de l’Ail (Lage)                                                           | PA00085073    | Inscrit               | 1929                     |                |
| Wohnhaus                                                        | Portal aus dem 18. Jahrhundert | 17 rue de l’Ail (Lage)                                                           | PA00085074    | Inscrit               | 1953                     | weitere Bilder |
| Wohnhaus                                                        | Portal, bezeichnet 1608 | 19 rue de l’Ail (Lage)                                                           | PA00085075    | Inscrit               | 1929                     | weitere Bilder |
| Wohn- und Geschäftshaus                                         | Portal aus der ersten Hälfte des 16. Jahrhunderts | 5 rue d’Austerlitz (Lage)                                                        | PA00085076    | Inscrit               | 1929                     | weitere Bilder |
| Wohn- und Geschäftshaus                                         | Fachwerkhaus, 17. Jahrhundert | 8 rue d’Austerlitz (Lage)                                                        | PA67000100    | Inscrit               | 2015                     | weitere Bilder |
| Wohn- und Geschäftshaus                                         | Fachwerkhaus auf massivem Sockelgeschoss, bezeichnet 1676 | 25 rue du Bain aux Plantes 1 rue des Meuniers (Lage)                             | PA00085145    | Classé                | 1927                     | weitere Bilder |
| Wohn- und Geschäftshaus                                         | ehemaliges Gerberhaus; Fachwerkhaus auf massivem Sockelgeschoss, bezeichnet 1591 und 1663 | 27 rue du Bain aux Plantes 2 rue des Meuniers (Lage)                             | PA00085146    | Classé                | 1927                     | weitere Bilder |
| Wohn- und Geschäftshaus                                         | Fachwerkhaus auf massivem Sockelgeschoss | 29 rue du Bain aux Plantes (Lage)                                                | PA00085078    | Classé                | 1927                     | weitere Bilder |
| Wohn- und Geschäftshaus                                         | Fachwerkhaus auf massivem Sockelgeschoss | 31 rue du Bain aux Plantes (Lage)                                                | PA00085079    | Classé                | 1927                     | weitere Bilder |
| Wohn- und Geschäftshaus                                         | Fachwerkhaus auf massivem Sockelgeschoss | 33 rue du Bain aux Plantes (Lage)                                                | PA00085080    | Classé                | 1927                     | weitere Bilder |
| Wohn- und Geschäftshaus                                         | Fachwerkhaus auf massivem Sockelgeschoss | 40 rue du Bain aux Plantes 1 rue des Moulins (Lage)                              | PA00085081    | Classé                | 1927                     | weitere Bilder |
| Wohn- und Geschäftshaus                                         | Fachwerkhaus auf massivem Sockelgeschoss, bezeichnet 1676 | 23 quai des Bateliers (Lage)                                                     | PA00085084    | Inscrit               | 1937                     | weitere Bilder |
| Wohn- und Geschäftshaus                                         | Fachwerkhaus auf massivem Sockelgeschoss, bezeichnet 1603 | 27 quai des Bateliers (Lage)                                                     | PA00085085    | Inscrit               | 1937                     | weitere Bilder |
| Wohn- und Geschäftshaus                                         | Massivbau, 1748/49 | 34 quai des Bateliers (Lage)                                                     | PA00085086    | Inscrit               | 1937                     | weitere Bilder |
| Wohn- und Geschäftshaus                                         | Fachwerkhaus auf massivem Sockelgeschoss, um 1600 | 36 quai des Bateliers (Lage)                                                     | PA00085087    | Inscrit               | 1937                     | weitere Bilder |
| Wohn- und Geschäftshaus                                         | Hôtel particulier; Massivbau, 1765 | 40 quai des Bateliers (Lage)                                                     | PA00085088    | Inscrit               | 1937                     | weitere Bilder |
| Wohn- und Geschäftshaus                                         | Portal und Balkon, 1780 | 5 rue des Bouchers (Lage)                                                        | PA00085090    | Inscrit               | 1929                     | weitere Bilder |
| Wohn- und Geschäftshaus                                         | Fachwerkhaus auf zwei massiven Sockelgeschossen, bezeichnet 1562 | 20 rue des Bouchers (Lage)                                                       | PA00085091    | Inscrit               | 1929                     | weitere Bilder |
| Wohn- und Geschäftshaus                                         | Massivbau, bezeichnet 1579 | 2 place Broglie (Lage)                                                           | PA00085093    | Inscrit               | 1929                     | weitere Bilder |
| Wohn- und Geschäftshaus                                         | Fassadenskulptur „Infanterist“, bezeichnet 1599 | 4 quai de la Bruche (Lage)                                                       | PA00085095    | Inscrit               | 1931                     | weitere Bilder |
| Wohnhaus                                                        | Treppenturm, bezeichnet 1597 | 15 rue Brûlée (Lage)                                                             | PA00085096    | Classé                | 1939                     | weitere Bilder |
| Wohn- und Geschäftshaus                                         | Fachwerkhaus auf massivem Sockelgeschoss, 16. Jahrhundert | 10 rue des Dentelles (Lage)                                                      | PA00085101    | Classé                | 1927                     | weitere Bilder |
| Wohn- und Geschäftshaus                                         | Massivbau, im Kern aus der zweiten Hälfte des 13. Jahrhunderts, Erdgeschossgliederung aus dem 18. Jahrhundert | 7 rue de l’Épine (Lage)                                                          | PA00085108    | Inscrit               | 1929                     | weitere Bilder |
| Wohnhaus                                                        | Fachwerkhaus, bezeichnet 1686 | 2 rue des Fleurs (Lage)                                                          | PA00085109    | Inscrit               | 1986                     | weitere Bilder |
| Wohn- und Geschäftshaus                                         | Fachwerkhaus auf massivem Sockelgeschoss, bezeichnet 1661 oder 1668 | 3 place de la Grande Boucherie (Lage)                                            | PA00085114    | Inscrit               | 1929                     | weitere Bilder |
| Wohn- und Geschäftshaus                                         | Fachwerkhaus auf massivem Sockelgeschoss, 17. Jahrhundert | 6 Grand Rue (Lage)                                                               | PA00085115    | Inscrit               | 1929                     | weitere Bilder |
| Wohn- und Geschäftshaus                                         | Fachwerkhaus auf massivem Sockelgeschoss, 17. Jahrhundert | 8 Grand Rue (Lage)                                                               | PA00085116    | Inscrit               | 1929                     | weitere Bilder |
| Wohn- und Geschäftshaus                                         | Massivbau, zweite Hälfte des 16. Jahrhunderts | 89 Grand Rue (Lage)                                                              | PA00085118    | Inscrit               | 1929                     | weitere Bilder |
| Wohn- und Geschäftshaus                                         | Massivbau, zweite Hälfte des 18. Jahrhunderts | 98 Grand Rue (Lage)                                                              | PA00085119    | Inscrit               | 1929                     | weitere Bilder |
| Wohn- und Geschäftshaus                                         | Massivbau, bezeichnet 1587 | 101 Grand Rue (Lage)                                                             | PA00085120    | Inscrit               | 1929                     | weitere Bilder |
| Wohn- und Geschäftshaus                                         | Hôtel particulier; Massivbau, zweite Hälfte des 18. Jahrhunderts | 126 Grand Rue (Lage)                                                             | PA00085121    | Inscrit               | 1929                     | weitere Bilder |
| Wohn- und Geschäftshaus                                         | Portal, bezeichnet 1770 | 16 rue Gutenberg (Lage)                                                          | PA00085124    | Inscrit               | 1929                     | weitere Bilder |
| Wohn- und Geschäftshaus                                         | Massivbau, bezeichnet 1670 | 20 rue Gutenberg (Lage)                                                          | PA00085125    | Inscrit               | 1929                     | weitere Bilder |
| Wohn- und Geschäftshaus                                         | Fachwerkhaus auf massivem Sockelgeschoss, 17. Jahrhundert | 22 rue Gutenberg (Lage)                                                          | PA00085126    | Inscrit               | 1929                     | weitere Bilder |
| Wohn- und Geschäftshaus                                         | Massivbau, Erker bezeichnet 1654 | 5 rue des Hallebardes 24 rue des Orfèvres (Lage)                                 | PA00085127    | Classé                | 1928                     | weitere Bilder |
| Wohn- und Geschäftshaus                                         | Massivbau, Mitte des 18. Jahrhunderts | 7 rue des Hallebardes (Lage)                                                     | PA00085128    | Classé                | 1927                     | weitere Bilder |
| Wohn- und Geschäftshaus                                         | Massivbau, 1765 erbaut | 8 rue des Hallebardes (Lage)                                                     | PA00085129    | Inscrit               | 1929                     | weitere Bilder |
| Wohn- und Geschäftshaus                                         | Massivbau, 1776 erbaut | 18 rue Hannong (Lage)                                                            | PA00085131    | Inscrit               | 1984                     | weitere Bilder |
| Wohn- und Geschäftshaus                                         | Massivbau, Erker bezeichnet 1587 | 25 rue du Jeu des Enfants (Lage)                                                 | PA00085132    | Inscrit               | 1984                     | weitere Bilder |
| Wohn- und Geschäftshaus                                         | Hôtel particulier; Massivbau mit Fachwerkelementen, 1731, im Kern älter (ab dem 13. Jahrhundert) | 11 rue des Juifs (Lage)                                                          | PA00085133    | Inscrit               | 1929                     | weitere Bilder |
| Wohnhaus                                                        | Massivbau mit Walmdach, erste Hälfte des 19. Jahrhunderts | 3 allée Kastner (Lage)                                                           | PA00085134    | Inscrit               | 1984                     | weitere Bilder |
| Wohn- und Geschäftshaus                                         | Fachwerkhaus auf massivem Sockelgeschoss, Anfang des 17. Jahrhunderts | 1 place du Marché aux Cochons de Lait (Lage)                                     | PA00085135    | Inscrit               | 1929                     | weitere Bilder |
| Wohn- und Geschäftshaus                                         | Fachwerkhaus auf massivem Sockelgeschoss, ehemals bezeichnet 1562 und 1602 | 8 place du Marché aux Cochons de Lait (Lage)                                     | PA00085136    | Classé                | 1931                     | weitere Bilder |
| Wohnhaus                                                        | Massivbau, um 1725 | 2 place du Marché aux Poissons (Lage)                                            | PA00085137    | Inscrit               | 1935                     | weitere Bilder |
| Wohn- und Geschäftshaus                                         | Massivbau, Erker bezeichnet 1651 | 11 rue du Maroquin (Lage)                                                        | PA00085138    | Inscrit               | 1929                     | weitere Bilder |
| Wohnhaus                                                        | Tor aus Schmiedeeisen, 18. Jahrhundert | 15 rue Mélanie (Lage)                                                            | PA00085140    | Inscrit               | 1984                     | weitere Bilder |
| Wohn- und Geschäftshaus                                         | Fachwerkhaus auf massivem Sockelgeschoss, bezeichnet 1669 | 2 rue Mercière 54 rue du Vieux Marché aux Poissons (Lage)                        | PA00085141    | Inscrit               | 1929                     | weitere Bilder |
| Wohn- und Geschäftshaus                                         | Fachwerkhaus auf massivem Sockelgeschoss, zweite Hälfte des 16. Jahrhunderts | 4 rue Mercière (Lage)                                                            | PA00085142    | Inscrit               | 1929                     | weitere Bilder |
| Wohn- und Geschäftshaus                                         | Massivbau, zweite Hälfte des 16. Jahrhunderts | 10 rue Mercière (Lage)                                                           | PA00085143    | Inscrit               | 1929                     | weitere Bilder |
| Wohnhaus                                                        | Fachwerkhaus auf massivem Sockelgeschoss, Portal bezeichnet 1628 | 8 rue des Poules (Lage)                                                          | PA00085151    | Inscrit               | 1978                     | weitere Bilder |
| Wohn- und Geschäftshaus                                         | Massivbau mit Erker, zweite Hälfte des 16. Jahrhunderts | 2 rue de Poumon (Lage)                                                           | PA00085152    | Inscrit               | 1929                     | weitere Bilder |
| Wohnhaus                                                        | Massivbau, 16. Jahrhundert | 10 rue des Pucelles (Lage)                                                       | PA00085153    | Inscrit               | 1929                     | weitere Bilder |
| Wohn- und Geschäftshaus                                         | Massivbau mit Erker, bezeichnet 1587 | 2 rue de la Râpe (Lage)                                                          | PA00085154    | Inscrit               | 1934                     | weitere Bilder |
| Wohn- und Geschäftshaus                                         | Fachwerkhaus auf massivem Sockelgeschoss, bezeichnet 1760 | 6 rue du Renard Prêchant (Lage)                                                  | PA00085155    | Inscrit               | 1929                     | weitere Bilder |
| Wohn- und Geschäftshaus                                         | Fachwerkhaus auf zwei massiven Geschossen, 17. Jahrhundert; im Erdgeschoss Fenstergewände mit Renaissance-Dekor | 21 rue Sainte-Barbe (Lage)                                                       | PA00085157    | Inscrit               | 1929                     | weitere Bilder |
| Wohn- und Geschäftshaus                                         | Fachwerkhaus auf massivem Sockelgeschoss, um 1670 | 1 place Saint-Étienne 2 rue du Ciel (Lage)                                       | PA00085158    | Inscrit               | 1931                     | weitere Bilder |
| Wohn- und Geschäftshaus                                         | Fachwerkhaus auf massivem Sockelgeschoss, 17. Jahrhundert | 6 place Saint-Étienne (Lage)                                                     | PA00085159    | Inscrit               | 1931                     | weitere Bilder |
| Wohnhaus                                                        | Massivbau, 1753 | 7 place Saint-Étienne (Lage)                                                     | PA00085160    | Inscrit               | 1929                     | weitere Bilder |
| Wohn- und Geschäftshaus                                         | Fachwerkhaus auf massivem Sockelgeschoss, erste Hälfte des 17. Jahrhunderts | 11, 12 place Saint-Étienne (Lage)                                                | PA00085161    | Inscrit               | 1931                     | weitere Bilder |
| Wohnhaus                                                        | Massivbau mit Eckerker, 16. Jahrhundert | 1 quai Saint-Nicolas (Lage)                                                      | PA00085163    | Inscrit               | 1929                     | weitere Bilder |
| Wohn- und Geschäftshaus                                         | Massivbau, 1587 | 13 quai Saint-Nicolas (Lage)                                                     | PA00085164    | Inscrit               | 1929                     | weitere Bilder |
| Wohn- und Geschäftshaus                                         | Massivbau | 14 quai Saint-Nicolas (Lage)                                                     | PA00085165    | Inscrit               | 1929                     | weitere Bilder |
| Wohn- und Geschäftshaus                                         | Fachwerkhaus auf massivem Sockelgeschoss, 17. Jahrhundert | 15 quai Saint-Nicolas (Lage)                                                     | PA00085166    | Inscrit               | 1929                     | weitere Bilder |
| Wohn- und Geschäftshaus                                         | Fachwerkhaus auf massivem Sockelgeschoss, bezeichnet 1575 | 16 quai Saint-Nicolas (Lage)                                                     | PA00085167    | Inscrit               | 1929                     | weitere Bilder |
| Wohn- und Geschäftshaus                                         | Fachwerkhaus auf massivem Sockelgeschoss, Portal bezeichnet 1591 | 20 quai Saint-Nicolas (Lage)                                                     | PA00085168    | Inscrit               | 1929                     | weitere Bilder |
| Wohnhaus                                                        | derzeit Teil des Musée alsacien; Massivbau mit Erker, 17. und 18. Jahrhundert | 24 quai Saint-Nicolas (Lage)                                                     | PA00085169    | Inscrit               | 1929                     | weitere Bilder |
| Wohn- und Geschäftshaus                                         | Massivbau mit Eckerker, bezeichnet 1650 | 17 rue des Serruriers (Lage)                                                     | PA00085171    | Inscrit               | 1929                     | weitere Bilder |
| Wohn- und Geschäftshaus                                         | Massivbau mit Eckerker, 16. Jahrhundert | 22 rue des Serruriers (Lage)                                                     | PA00085172    | Inscrit               | 1929                     | weitere Bilder |
| Wohn- und Geschäftshaus                                         | Fachwerkhaus auf massivem Sockelgeschoss, bezeichnet 1589 | 10 rue des Tonneliers (Lage)                                                     | PA00085174    | Inscrit               | 1929                     | weitere Bilder |
| Wohn- und Geschäftshaus                                         | Massivbau, bezeichnet 1591 | 19 rue des Tonneliers (Lage)                                                     | PA00085175    | Inscrit               | 1929                     | weitere Bilder |
| Wohn- und Geschäftshaus                                         | Fachwerkhaus auf massivem Sockelgeschoss, 16. Jahrhundert | 23 rue des Tonneliers (Lage)                                                     | PA00085176    | Inscrit               | 1929                     | weitere Bilder |
| Wohn- und Geschäftshaus                                         | Fachwerkhaus mit massiver Straßenfassade, 16. Jahrhundert | 40 rue du Vieux Marché aux Poissons (Lage)                                       | PA00085177    | Classé                | 1928                     | weitere Bilder |
| Wohnhaus                                                        | 1547 erwarb der Stettmeister Henri Joham von Mundoltzheim die Häuser Nr. 3 und Nr. 5 in der Rue du Vieux-Seigle und erweiterte sie 1557/58 um einen Flügel zum Innenhof. Zwei weitere Stettmeister bewohnten das Gebäude im 18. Jahrhundert. 1965 riss man den von Joham von Mundoltzheim errichten Gebäudeflügel ab, erhielt aber den Renaissance-Schmuck des Gebäudes. Die Tür wurde in der Kathedrale genutzt. Erhalten ist aus der Renaissance-Zeit auch ein Brunnen im Vestibül. In einer Wandnische ruht umrahmt von Pilastern und Gesimsen eine muschelförmige Schale. Als Zeichen des Erbauers wurde die Rose von Mundolsheim eingearbeitet. | 5 rue du Vieux Seigle (Lage)                                                     | PA00085178    | Inscrit               | 1965                     | weitere Bilder |
| Maison Alfred Marzolff                                          | 1903 nach Plänen von Gustave Oberthür erbaut | 3 rue des Pontonniers (Lage)                                                     | PA67000060    | Inscrit               | 2002                     | weitere Bilder |
| Maison à l’Ange                                                 | 1900 nach Plänen von David Falk gebaut | 15 rue du Faubourg de Saverne (Lage)                                             | PA67000045    | Inscrit               | 2000                     | weitere Bilder |
| Maison Baer                                                     | Massivbau, 1768 | 3 rue du Bouclier (Lage)                                                         | PA00085092    | Inscrit               | 1929                     | weitere Bilder |
| Maison Bowé                                                     | Stadtvilla; 1894 nach Plänen von Philippe Bowé erbaut | 50 route du Polygone (Lage)                                                      | PA00135151    | Inscrit               | 1995                     | weitere Bilder |
| Maison aux Cigognes                                             | Massivbau, 1760 | 14 rue des Orfèvres (Lage)                                                       | PA00085150    | Inscrit               | 1929                     | weitere Bilder |
| Maison Ferrier                                                  | Hôtel particulier; Massivbau, bezeichnet 1766 und 1785 | 79 Grand Rue (Lage)                                                              | PA00085117    | Inscrit               | 1930                     | weitere Bilder |
| Haus Kammerzell                                                 | Das viergeschossige Haus Kammerzell wurde 1427 errichtet und 1467 umgebaut. Das Fachwerkhaus mit steinernem Erdgeschoss besitzt seit 1589 eine reiche Schnitzfassade im Stil der deutschen Spätgotik. | 16 place de la Cathédrale (Lage)                                                 | PA00085098    | Inscrit               | 1929                     | weitere Bilder |
| Maison Lauth                                                    | auch Maison Kauw; Massivbau, bezeichnet 1586 | 1, 3 rue de la Douane (Lage)                                                     | PA00085104    | Classé                | 1928                     | weitere Bilder |
| Maison de la Radio                                              | von 1955 bis 1961 nach Entwürfen von Paul Tournon erbaut; innen: großformatiges Keramikbild La Création du Monde, entworfen von Jean Lurçat | Place de Bordeaux (Lage)                                                         | PA00085097    | Classé                | 1983                     | weitere Bilder |
| Maison Saré                                                     | Massivbau, 1760 | 17 rue du Dôme (Lage)                                                            | PA00085102    | Classé                | 1927                     | weitere Bilder |
| Maison Spach                                                    | Massivbau, 1760 | 18 rue du Dôme (Lage)                                                            | PA00085103    | Classé                | 1927                     | weitere Bilder |
| Maison des Tanneurs                                             | Fachwerkhaus auf massivem Sockelgeschoss, 16. Jahrhundert | 42 rue du Bain aux Plantes (Lage)                                                | PA00085082    | Classé                | 1927                     | weitere Bilder |
| Maison Williame                                                 | auch Maison de Cagliostro; Massivbau, 18. Jahrhundert; Skulpturennische mit Madonna, Portal und Balkon mit schmiedeeisernem Gitter | 7 rue des Écrivains 12 rue de la Râpe (Lage)                                     | PA00085106    | Inscrit               | 1931                     | weitere Bilder |
| Wohnhäuser                                                      | Nr. 3: barockes Portal, gotische Holzdecke im Erdgeschoss, Renaissance-Stuckdecke im ersten Obergeschoss Nr. 5 bezeichnet 1683, Balkon mit schmiedeeisernem Gitter aus dem 18. Jahrhundert, Holzwendeltreppe | 3, 5 rue de l’Épine (Lage)                                                       | PA00085107    | Inscrit               | 1929 1991                | weitere Bilder |
| Villa Osterloff                                                 | Die Villa am Parc du Contades wurde 1901 von dem Architekten Albert Nadler für den Unternehmer Otto Gunderloch über einem annähernd dreieckigen Grundriss erbaut. 1929 erwarb die Familie Osterloff das Gebäude. Die zweigeschossige Villa besitzt zwei Zwerchhäuser. Eines ist in Fachwerkbauweise ausgeführt, wie auch der Kniestock, der andere mit geschweiftem Giebel sitzt einem Risaliten auf und erinnert an die Renaissance. Im Risaliten sitzt ein Erker mit Renaissancemotiven. An der rückwärtigen Fassade sitzt ein Turm. | 10 rue des Arquebusiers (Lage)                                                   | PA00085195    | Inscrit               | 1985                     | weitere Bilder |
| Denkmal für General Desaix                                      | Das neoklassizistische Denkmal wurde von dem Karlsruher Architekten Friedrich Weinbrenner und dem Bildhauer Landolin Ohmacht im Jahr 1800 zum Andenken für den napoleonischen General Louis Charles Antoine Desaix errichtet. Über einem hohen Sandsteinsockel mit Gedenktafel thront ein sarkophagähnlicher Aufbau mit umlaufendem Fries im hellenistischen Stil, das Szenen aus den Schlachten des Generals zeigt. Auf dem auskragenden Deckel steht der Helm eines Hopliten. Die Nationalsozialisten demontierten das Denkmal 1940. Um 1960 wurde es an seinem heutigen Ort aufgestellt. Der Park steht ebenfalls unter Denkmalschutz. | Place du Maréchal de Lattre de Tassigny (Lage)                                   | PA00085180    | Classé                | 1922                     | weitere Bilder |
| Musée alsacien                                                  | Massivbau, dahinter Hof mit Fachwerknebengebäuden, 17. und 18. Jahrhundert | 23 quai Saint-Nicolas (Lage)                                                     | PA00085182    | Inscrit               | 1929                     | weitere Bilder |
| Musée historique                                                | ehemaliges städtisches Schlachthaus; dreiflügliger Massivbau, 1586–1588 | 2 rue du Vieux Marché aux Poissons (Lage)                                        | PA00085040    | Classé                | 1928                     | weitere Bilder |
| Musée de l’Œuvre Notre-Dame                                     | Das Frauenhausmuseum gehört zu den bedeutendsten seiner Art und beherbergt eine reiche Sammlung an sakralen Kunstschätzen. Der Museumskomplex besteht aus zwei Gebäuden, die über einen Innenhof verbunden sind. Der Innenhof wird vorne von einer Mauer mit Portal geschlossen, hinten begrenzt ihn eine Galerie. Das ältere Gebäude mit Stufengiebel wurde 1347 im Stil der Gotik errichtet und besitzt einen hexagonalen Treppenturm. Das neuere Gebäude wurde zwischen 1578 und 1585 von Thomas Ulberger im Stil der Neorenaissance und Elementen der Spätgotik errichtet. Der Giebelbereich ist mit Voluten verziert. | 3 place du Château (Lage)                                                        | PA00085099    | Classé                | 1862 1927                | weitere Bilder |
| Neuer Bau                                                       | Der als Rathaus errichtete Neue Bau wurde 1583 bis 1585 wohl nach Plänen von Hans Schoch errichtet. 1783 wurde das Gebäude um die benachbarte Apotheke erweitert. 1795 wurde das Gebäude verkauft und innen teilweise verändert. Ab 1808 war es Sitz der Handelskammer, deren Börse und des Schiedsgerichts. Mehrere Umbaumaßnahmen folgten. Das lang gestreckte dreigeschossige Gebäude mit steilem Dach besitzt Elemente verschiedener Epochen. Renaissance, Barock und Klassizismus schmücken die Fassade. Die beiden Obergeschosse besitzen 16 Fensterachsen mit je drei Fenstern, die zwischen Pilastern gruppiert sind. Die Fenster des Erdgeschosses sind als große Rundbogenfenster ausgeführt. Im Zentrum steht der Haupteingang mit klassizistischer Ädikula und Figurenschmuck. | 10 place Gutenberg (Lage)                                                        | PA00085050    | Inscrit Classé        | 1995 1998                | weitere Bilder |
| Opernhaus                                                       | Das französische Theater der Stadt war ursprünglich in einem alten Kaufhaus am Place Broglie untergebracht. Bei einem Brand im Jahr 1800 wurde es vernichtet. Bis 1821 erbaute man nach Plänen von Jean Villot ein neues Theater im klassizistischen Stil. Dem lang gestreckten Gebäude ist im Eingangsbereich ein Portikus mit ionischen Säulen vorgelagert. Auf dem Dach stehen Figurinen der Musen von Landolin Ohmacht. Das oberste der drei Geschosse ist von den übrigen durch ein breites Gesims getrennt. Auf der rückwärtigen Schmalseite sitzt ein halbrunder Anbau mit reichem Schmuck und Kuppel. Es ist heute Spielort der Opéra national du Rhin. | 19 place Broglie (Lage)                                                          | PA00085193    | Classé                | 1921                     | weitere Bilder |
| Nationaltheater                                                 | Das Theater wurde zwischen 1888 und 1892 nach Plänen der Architekten August Hartel und Skjøld Neckelmann für den Landesausschuss, später Landtag, des Reichslandes Elsass-Lothringen errichtet. Bis 1918 tagte das Parlament hier. Nach dem Ersten Weltkrieg nutzte das Konservatorium der Stadt Straßburg das Gebäude. Nach der Annektierung des Elsass durch die Nationalsozialisten sollte das Theater als „Reichstheater“ nationalsozialistische Kulturpolitik transportieren. 1944 wurde der Ostteil des Gebäudes schwer beschädigt und zwischen 1950 und 1957 durch Pierre Sonrel als Theater wiederaufgebaut. Das Gebäude wurde über einem T-förmigen Grundriss errichtet. Eckrisaliten bestimmen das zweigeschossige Gebäude aus grauem Sandstein. Der Haupteingang wird von einem Mittelrisaliten gebildet, dem ein einer Ädikula ähnliches Element vorangestellt ist. Säulen und reicher Figurenschmuck ziert die Schauseite. Eine Balustrade schließt den Baukörper ab. | 7 place de la République (Lage)                                                  | PA00085313    | Inscrit Classé        | 1992 1995                | weitere Bilder |
| Bischofspalast                                                  | Hôtel particulier, in den 1720er Jahre nach einem Entwurf von Robert de Cotte erbaut | 3 rue du Parchemin 16 rue Brûlée (Lage)                                          | PA00085034    | Inscrit               | 1929                     | weitere Bilder |
| Palais des Fêtes                                                | Das Gebäude mit oktogonalem Eckturm wurde 1900 bis 1903 als Stahlbetonbau von den Architekten Joseph Müller und Richard Kuder für den städtischen Männergesangverein erbaut. Im Zentrum des im Jugendstil gehaltenen Hauses ist der ursprünglich im Neobarock verzierte Festsaal mit Empore. Schon 1904 wurde der Bau von den Architekten teilweise aufgestockt und um weitere Säle ergänzt. 1921 erweiterte der Architekt Paul Dopff das Gebäude nördlich um einen Erweiterungsbau im Stil der Neorenaissance. 1933 wurde der Festsaal im Stil der Neuen Sachlichkeit umgestaltet. Bis 1975 diente das Palais als Konzertsaal der Straßburger Philharmoniker. | 5 rue Sellénick 2, 4 rue de Phalsbourg 34 boulevard Clemenceau (Lage)            | PA67000073    | Inscrit               | 2007                     | weitere Bilder |
| Palais de Justice                                               | Das als Land- und Amtsgerichtsgebäude zwischen 1894 und 1897 errichtete Bauwerk wurde von Skjold Neckelmann geplant. Das Innere wird von einer großen Eingangshalle im neo-ägyptischen Historismus mit Säulengängen in den Geschossen beherrscht. In der Schaufassade aus grauem Sandstein sitzt ein leicht vorspringender Mittelrisalit, dem ein Portikus mit Dreiecksgiebel vorangestellt ist. Das Dach wird von einer gläsernen Kuppel bekrönt, die die Eingangshalle beleuchtet. Akroterien und Vasen stehen auf der Dachbalustrade, die sich hinter dem Mittelrisaliten stufenförmig erhöht und mit Figurenschmuck versehen wurde. Die Fensterfront im Erdgeschoss ist einfach ausgeführt. Im Obergeschoss ist sie leicht zurückgesetzt und die Achsen durch Halbsäulen getrennt. | Quai Finkmatt (Lage)                                                             | PA00085312    | Inscrit               | 1992                     | weitere Bilder |
| Palais du Rhin                                                  | Das Palais du Rhin wurde 1884 bis 1889 nach Plänen des Architekten Hermann Eggert im Stil der Neorenaissance als Kaiserpalast errichtet. Während des Ersten Weltkriegs wurde das Gebäude als Lazarett verwendet. 1920 wurde es zum Sitz der Zentralkommission für die Rheinschifffahrt. 1940 wurde der Palast zum Sitz der Kommandantur der nationalsozialistischen Regierung, ab November 1944 zum Hauptquartier des französischen Generalmajors Jacques-Philippe Leclerc de Hauteclocque. Im Zuge der Bombardierung der Stadt durch Briten und US-Amerikaner im August 1944 wurde der Palast schwer beschädigt. Der dreigeschossige Baukörper wird von einem Attikageschoss abgeschlossen. Zwischen den Fenstern dieses Geschosses sitzen große Wappen. Zwei Seitenrisalite schließen die Schaufassade ab. Im Zentrum sitzt ein Mittelrisalit mit Portikus und Dreiecksgiebel, der von einem Kuppeldach überragt wird. Außen wird die Schaufassade des zweigeschossigen Sandsteinbaus | 1, 2, 3 place de la République (Lage)                                            | PA00085183    | Classé                | 1993                     | weitere Bilder |
| Marstall des Palais du Rhin                                     | 1885 erbaut | 9 rue du Général-Frère (Lage)                                                    | PA00085297    | Classé                | 2009                     | weitere Bilder |
| Palais Rohan                                                    | Der Palast wurde 1731 bis 1742 im Auftrag von Kardinal Armand-Gaston-Maximilien de Rohan-Soubise von dem Architekten Joseph Massol nach Plänen des verstorbenen Architekten Robert de Cotte errichtet. Anfang des 19. Jahrhunderts hielt sich Napoleon Bonaparte häufiger im Palast auf und ließ einige Räume umgestalten. 1872 bis 1898 diente der Palast der neuen „Kaiser-Wilhelms-Universität“ als Hauptgebäude. Ab 1898 wurde der Palast zum Sitz der kaiserlichen Museen Straßburgs. 1944 wurde das Gebäude von britischen und amerikanischen Bomben schwer beschädigt. Die Wiederherstellung wurde erst in den 1990er Jahren vollendet. Der auf einem nahezu quadratischen Grundriss errichtete Palast gliedert sich um einen durch eine Galerie dreigeteilten Innenhof. Im Süden liegt der Haupttrakt mit seinen zwei repräsentativen klassizistischen Fassaden. Im Norden sitzen zwei zweigeschossige Pavillons, die über ein halbrundes Tor verbunden sind. | 2 place du Château (Lage)                                                        | PA00085184    | Classé                | 1920                     | weitere Bilder |
| Palais Universitaire                                            | Nach dem Anschluss des Elsass an das deutsche Kaiserreich nach dem Deutsch-Französischen Krieg 1870/71 wanderten viele Akademiker nach Frankreich ab. Auf deutscher Seite kam der Gedanke auf, in Straßburg eine „Reichsuniversität“ zu gründen. 1875 legte Hermann Eggert Pläne für einen neuen Campus vor, der allerdings im Reichstag wenig Anklang fand. Man schrieb einen Wettbewerb aus, den Otto Warth gewann. Warths Pläne sahen einen T-förmigen Bau als Hauptgebäude vor, dahinter die Institute, die sich bis zum Observatorium und dem Botanischen Garten ziehen sollten. Das mächtige Hauptgebäude ist als repräsentativer Bau nach dem Vorbild des Palazzo Pompei in Verona angelegt. Die Schaufassade des zweigeschossigen Baus mit Sockelgeschoss wird von einem mächtigen Mittelrisaliten mit Portikus beherrscht. An den Ecken sitzen Eckrisaliten. Das Erdgeschoss ist mit Rundbogenfenstern ausgeführt und mit Bossenwerk verziert. Im Obergeschoss sitzen zwischen den breiten Rundbogenfenstern Säulen. Vor den Dachbalustraden der Eckrisaliten stehen Figuren. Auf der Balustrade des Mittelrisaliten steht Athene umgeben von Allegorien zu Wissenschaft und Natur. | 9 place de l’Université (Lage)                                                   | PA00085185    | Inscrit Classé        | 1990                     | weitere Bilder |
| Parc de l’Orangerie                                             | Im Zentrum des 26 ha großen Parks liegt der Pavillon Josephine, der von 1804 bis 1807 von Valentin Boudhors erbaut wurde. Der Park wurde gegen Ende des 17. Jahrhunderts von Le Nôtre entworfen. 1968 wurde das Gebäude bei einem Brand zerstört, kurz danach wiederaufgebaut. Zu einem späteren Zeitpunkt wurde der Park in einen Englischen Garten umgestaltet. Zur großen Industrie- und Gewerbeausstellung 1895 wurde die Orangerie noch einmal erweitert. Das frühklassizistische Gebäude wird auf der verputzten Rückseite von einem weit vorragenden Mittelrisaliten mit Dreiecksgiebel beherrscht. Während die eingeschossigen flügelhohe Fenster besitzen und die äußersten Achsen als Türen ausgeführt wurden, besitzt der Risalit drei Geschosse. Die Schauseite wird von einem dem Mittelrisaliten vorgelagerten Portikus mit Rundsäulen beherrscht. Diese tragen eine Loggia mit kannelierten Säulen und gewölbtem Dach. Auf dem Dach sitzt zentral ein langer Dachreiter. Zum Park gehören Wiesen, Wälder und ein kleiner Zoo. Pavillons, Brunnen und Skulpturen schmücken den ältesten Park der Stadt.                                                                        | Avenue de l’Europe (Lage)                                                        | PA00085186    | Inscrit Classé        | 1929 1993                | weitere Bilder |
| Pfälzerhaus                                                     | Anfang des 20. Jahrhunderts beschlossen reiche Pfälzer Bürger, für ihre in Straßburg studierenden Söhne ein Haus zu errichten. Sie beauftragten die Architekten Richard Kuder und Joseph Müller mit dem Bau eines repräsentativen Anwesens. Zwischen 1899 und 1902 erbaute man eine zweigeschossige Villa in der zwischen 30 und 40 Studenten lebten. Das Gebäude ist beeinflusst vom Jugendstil, nimmt aber auch Elemente der Renaissance auf. Auffällig ist das fein ausgearbeitete Eingangsportal mit Lünettenfenstern und der darüber gelegene schräge Erker. Abgeschrägt ist auch der Gebäudeteil mit Auslucht und Balkon über dem ein Zwerchhaus mit Volutengiebel thront. | 6 rue Pierre Bucher (Lage)                                                       | PA67000078    | Inscrit               | 2008                     | weitere Bilder |
| Pont Saint-Thomas                                               | Die Brücke überspannt die Ill bei der Thomaskirche. Sie wurde 1841 von der elsässischen Firma De Dietrich nach dem Vorbild der Pont du Carrousel in Paris errichtet, deren Entwürfe von Antoine-Rémy Polonceau stammten. Die eiserne Bogenbrücke besitzt einen Bogen mit einer Spannweite von 31,1 Meter. Das Tragwerk besteht aus vier hohlen ovalen Gusseisenrohren, die in zwei Widerlagern enden. Im Winkel zwischen Bögen und Brückendeck befinden sich Ringe mit abnehmendem Durchmesser. | Quai Saint-Thomas (Lage)                                                         | PA00085188    | Classé                | 1995                     | weitere Bilder |
| Alte Wache am Judentor                                          | In den Jahren 1755 bis 1778 erbaute die Stadt an den sieben Stadttoren Wachhäuser. Nach der Ausdehnung der Stadt über drei Tore hinweg im Jahr 1876 wurden diese allerdings zerstört. Erhalten ist nur ein Torbogen einer Wache am Judentor, der heute den Eingangsbereich eines Hauses bildet. Das Rundbogentor mit ausgebildetem Schlussstein wird von zwei Halbsäulen flankiert, die Verdickungen mit abstraktem Muster besitzen. | 3 rue Pierre Bucher (Lage)                                                       | PA00085189    | Inscrit               | 1988                     | weitere Bilder |
| Stellwerk Krimmeri                                              | Das an eine Burg erinnernde Stellwerk wurde 1904/05 von der deutschen Reichsbahn erbaut. Das dreigeschossige Gebäude wurden im Stil der Renaissance errichtet. Über dem breiten Erdgeschoss erhebt sich ein weiters Geschoss aus Stein, darüber ein Obergeschoss in Fachwerkbauweise. An einer Gebäudeecke steht ein Rundturm mit oktogonalem Aufsatz und Spitzhelm. | Avenue de Colmar (Lage)                                                          | PA00085190    | Inscrit               | 1988                     | weitere Bilder |
| Präfektur für die Region Grand-Est und das Departement Bas-Rhin | Das repräsentative Gebäude wurde in den Jahren 1907 bis 1911 nach Plänen des Architekten Ludwig Levy errichtet. Das dreigeschossige Gebäude besitzt 16 Fensterachsen. Zwei Seiten- und ein Mittelrisalit lockern die Fassade auf. Die Balustrade des Balkons dort setzt sich über die Schaufassade des Gebäudes fort. Das Portal mit gesprengtem Giebel und flankierenden Säulen wird von zwei sitzenden Löwen beherrscht. Die Fenstertüren des Balkons im ersten Obergeschoss sind unter einem Giebelfeld mit Kartusche gekuppelt. Im halbrunden geschweiften Giebelfeld des Mittelrisaliten sitzen zwei Wappen, die von zwei weiblichen Figuren flankiert werden. Eine Dachbalustrade schließt den Baukörper ab. | 5 place de la République (Lage)                                                  | PA67000011    | Inscrit               | 1996                     | weitere Bilder |
| Pfarrhaus der Gemeinde Saint-Paul in Koenigshoffen              | 1913 in Sichtziegelmauerwerk errichtet | 35 rue de la Tour (Lage)                                                         | PA67000019    | Inscrit               | 1997                     | weitere Bilder |
| Villa Schranz                                                   | Die prächtige Villa wurde 1934 von dem Architekten Jules-Pierre Haas für Georges-Louis-Nicolas Schranz im Internationalen Stil erbaut. Die dreigeschossige Villa wurde über einem rechteckigen Grundriss mit Sockelgeschoss erbaut. Auf einer Schmalseite ergänze ein halbrunder Anbau das erste Geschoss. Das oberste Geschoss ist leicht zurückgesetzt und schließt mit einem Flachdach ab. Fensterbänder beleuchten das Innere. Den Eingang betritt man über eine große Freitreppe mit wuchtigem Eingangsportal. | 9 rue des Sarcelles (Lage)                                                       | PA00085196    | Classé Inscrit        | 1992                     | weitere Bilder |
| Getreidesilo                                                    | Stahlbetonbau, 1910 nach Plänen von Ernst Zimmerlé errichtet; 1996 abgebrochen | 9 rue de la Minoterie (Lage)                                                     | PA00135153    | Inscrit               | 1995                     |                |
| Spitaltor                                                       | Der Torturm entstand im 13. Jahrhundert als Teil der Stadtbefestigung. Sein Erdgeschoss wird von einer Durchfahrt mit Spitzbogen und Sandsteinbossenwerk gebildet. Die Sandsteine des übrigen Stückwerks sind deutlich feiner ausgeführt. Ein auskragendes Dach mit hoher Laterne schließt den Baukörper ab. Im ersten Stock prangt auf der Außenseite in einem Spitzbogen eine Kreuzigungsszene aus dem 15. Jahrhundert. | 9 place de l’Hôpital (Lage)                                                      | PA00085191    | Inscrit               | 1929                     | weitere Bilder |
| Gedeckte Brücken                                                | Im 13. Jahrhundert entstand die erste Straßburger Stadtmauer, die auch die Kanäle der Ill schützen musste. Im 14. Jahrhundert wurden die hölzernen Fundamente durch Steinfundamente ersetzt. 1571 wurde die Anlage von Specklin durch ein Bollwerk mit Maulscharten verstärkt. Festungsbaumeister Vauban ließ an der großen Schleuse eine kasemattierte Bogenbrücke errichten, die unter Louis-Philippe um ein Stockwerk erhöht wurde. Die vier ehemals verkleideten Holzbrücken wurden im 19. Jahrhundert aus Stein neu erbaut. In den ursprünglich fünf Türmen (heute nur noch vier: Henkersturm, Heinrichsturm, Hans von Altheimturm und Französischer Turm) waren bis 1832 Gefängnisse und Befestigungen untergebracht. | Pont Couverts (Lage)                                                             | PA00085192    | Classé                | 1928                     | weitere Bilder |
| Werksgebäude der Junkers-Flugzeug-und-Motorenwerke              | Während des Zweiten Weltkriegs übernahm die Firma Junkers Flugzeug- und Motorenwerke aus Dessau die Automobilfabrik Mathis im Süden der Stadt und baute das Werk aus. Mehr als 3500 Personen produzierten hier Flugzeugteile und Motoren. Für die Motorenprüfstände plante man zwei Gebäude, von denen eines 1941 begonnen und vollendet wurde. Der auffällige Ziegelsteinbau mit Flachdach besteht aus vier Gebäuderiegeln, wobei die beiden inneren doppelt ausgeführt sind. Quadratische Türme begrenzen die Riegel außen und in der Mittelachse. Nach dem Zweiten Weltkrieg blieben die unversehrten Hallen lange leer und wurden 1978 von der Firma Sirco-Locarst erworben. Bis heute wird der Gebäudekomplex industriell genutzt. | 33 rue du Maréchal Lefebvre (Lage)                                               | PA00125228    | Inscrit               | 1993                     | weitere Bilder |
| Villa                                                           | Vestibül und Treppenhaus mit Wandgemälden von Sophie Taeuber-Arp, 1927 | 13 rue Fischart (Lage)                                                           | PA67000044    | Inscrit               | 2000                     | weitere Bilder |
| Villa Faist                                                     | Jugendstilvilla, 1903 | 24 rue Twinger (Lage)                                                            | PA67000066    | Inscrit               | 2005                     | weitere Bilder |
| Villa Stempel                                                   | Jugendstilvilla, 1903, Innenausstattung teilweise erhalten | 4 rue Erckmann Chatrian (Lage)                                                   | PA67000079    | Inscrit               | 2008                     | weitere Bilder |
| Tabakmanufaktur                                                 | Prototyp der von Eugène Rolland entworfenen staatlichen Tabakmanufakturen, zwischen 1849 und 1852 erbaut | 7 rue de la Krutenau (Lage)                                                      | PA67000102    | Inscrit               | 2016                     | weitere Bilder |

## Liste der Objekte
| Bezeichnung                                                                                     | Beschreibung | Standort                                                             | Kennzeichnung | Schutzstatus   | Datum          | Bild           |
| ----------------------------------------------------------------------------------------------- | --- | -------------------------------------------------------------------- | ------------- | -------------- | -------------- | -------------- |
| Maurutius-Retabel                                                                               | dreiflügeliger Retabel; Holz, farbig gefasst und vergoldet, 16. Jahrhundert | im Straßburger Münster (Lage)                                        | PM67000331    | Classé         | 1974           | weitere Bilder |
| Pankratius-Retabel                                                                              | dreiflügeliger Retabel; Holz, farbig gefasst und vergoldet, 1522 | im Straßburger Münster (Lage)                                        | PM67000332    | Classé         | 1974           | weitere Bilder |
| Orgel                                                                                           | Ensemble aus PM67000336 und PM67000335 | im Straßburger Münster (Lage)                                        | PM67000971    | Classé         | 1975 1974      | weitere Bilder |
| Orgelprospekt                                                                                   | Pedentif 1385 von Meister Michel von Freiburg gebaut, oberes Gehäuse 1489 von Friedrich Krebs | im Straßburger Münster (Lage)                                        | PM67000336    | Classé         | 1975           | weitere Bilder |
| Instrumentalteil der Orgel                                                                      | 1713 bis 1716 von Andreas Silbermann gebaut | im Straßburger Münster (Lage)                                        | PM67000335    | Classé         | 1974           | weitere Bilder |
| Vier Gemälde: Szenen mit dem auferstandenen Christus                                            | Ölfarbe auf Holz, 1504 | in der Kirche St-Pierre-le-Vieux (Lage)                              | PM67000346    | Classé         | 1978           | weitere Bilder |
| Gemälde Kreuzigung                                                                              | Ölfarbe auf Leinwand, 1661 | im Collège St-Étienne (Lage)                                         | PM67000351    | Classé         | 1971           |                |
| Astronomische Uhr                                                                               | 1574 durch Josias und Isaak Habrecht nach einem Entwurf von Conrad Dasypodius vollendet; das Werk 1838/43 von Jean-Baptiste Schwilgué ersetzt                                                          | im Straßburger Münster (Lage)                                        | PM67000355    | Classé         | 1987           | weitere Bilder |
| Salvator-Mundi-Altar                                                                            | Sandstein und Holz, farbig gefasst und vergoldet; Tafelgemälde von Martin von Feuerstein, 1900 | im Straßburger Münster (Lage)                                        | PM67000359    | Classé         | 1987           | weitere Bilder |
| Sessel                                                                                          | Holz, vergoldet, erste Hälfte des 18. Jahrhunderts | im Straßburger Münster (Lage)                                        | PM67000363    | Classé         | 1987           |                |
| Vier Leuchter mit Piedestal                                                                     | Holz, farbig gefasst, Bronze, vergoldet, und Marmor, um 1780 | im Straßburger Münster (Lage)                                        | PM67000371    | Classé         | 1987           |                |
| Orgel                                                                                           | Haupteintrag für PM67000385 | in der Kirche St-Paul (Lage)                                         | PM67001128    | Classé         | 1987           | weitere Bilder |
| Instrumentalteil der Orgel                                                                      | 1897 von Eberhard Friedrich Walcker gebaut | in der Kirche St-Paul (Lage)                                         | PM67000385    | Classé         | 1987           | weitere Bilder |
| Kabinettorgel                                                                                   | Haupteintrag für PM67000394 | im Anwesen 126 Grand Rue (Lage)                                      | PM67000980    | Classé         | 1986           |                |
| Instrumentalteil einer Kabinettorgel                                                            | 1793 von Jan Jacob Vool gebaut | im Anwesen 126 Grand Rue (Lage)                                      | PM67000394    | Classé         | 1986           |                |
| Grablegungsretabel                                                                              | Holz, bemalt, 1518; die Flügel im 19. Jahrhundert ergänzt | in der Kirche St-Pierre-le-Jeune protestant (Lage)                   | PM67000395    | Classé         | 1988           | weitere Bilder |
| Kanzel                                                                                          | Holz, vergoldet, 1656 | in der Kirche St-Guillaume (Lage)                                    | PM67000401    | Classé         | 1987           | weitere Bilder |
| Gemälde Innenansicht der Kirche St-Guillaume                                                    | Ölfarbe auf Leinwand, vergoldeter Holzrahmen, 17. Jahrhundert | in der Kirche St-Guillaume (Lage)                                    | PM67000407    | Classé         | 1987           |                |
| 22 Grabplatten                                                                                  | Sandstein, 14. und 15. Jahrhundert | in der Kirche St-Nicolas (Lage)                                      | PM67000497    | Classé         | 1988           |                |
| Grabplatte für Arnoldus von Zepelin und Ursula Maria von Berstett                               | Sandstein, 17. Jahrhundert (?) | in der Kirche St-Nicolas (Lage)                                      | PM67000499    | Classé         | 1988           |                |
| Heiliges Grab                                                                                   | Sandstein, um 1420 | im Collège St-Étienne (Lage)                                         | PM67000599    | Classé         | 1982           |                |
| Orgel                                                                                           | Haupteintrag für PM67000687 | in der protestantischen Kirche Robertsau (Lage)                      | PM67001132    | Classé         | 1976           |                |
| Instrumentalteil der Orgel                                                                      | 1865/66 von Stiehr-Mockers gebaut | in der protestantischen Kirche Robertsau (Lage)                      | PM67000687    | Classé         | 1976           |                |
| Technische Ausstattung des Eisfabrik                                                            | 23 Maschinen, zwischen 1897 und 1930; Ensemble aus PM67000692, PM67000693, PM67000694, PM67000695, PM67000696, PM67000697, PM67000698 und PM67000699                                                   | in der Eisfabrik (5 rue des Moulins) (Lage)                          | PM67000691    | Classé         | 1993           | weitere Bilder |
| Drei Schaltpulte                                                                                | Ende des 19. Jahrhunderts | in der Eisfabrik (5 rue des Moulins) (Lage)                          | PM67000692    | Classé         | 1993           |                |
| Drei Turbinen                                                                                   | Ende des 19. Jahrhunderts | in der Eisfabrik (5 rue des Moulins) (Lage)                          | PM67000693    | Classé         | 1993           |                |
| Vier Manometer                                                                                  | Ende des 19. Jahrhunderts | in der Eisfabrik (5 rue des Moulins) (Lage)                          | PM67000697    | Classé         | 1993           |                |
| Vier Kompressoren                                                                               | Ende des 19. Jahrhunderts | in der Eisfabrik (5 rue des Moulins) (Lage)                          | PM67000698    | Classé         | 1993           |                |
| Transmissionsanlage                                                                             | Ende des 19. Jahrhunderts | in der Eisfabrik (5 rue des Moulins) (Lage)                          | PM67000694    | Classé         | 1993           |                |
| Transmissionsachse                                                                              | Ende des 19. Jahrhunderts | in der Eisfabrik (5 rue des Moulins) (Lage)                          | PM67000695    | Classé         | 1993           |                |
| Zwei Wechselstromgeneratoren                                                                    | Ende des 19. Jahrhunderts | in der Eisfabrik (5 rue des Moulins) (Lage)                          | PM67000696    | Classé         | 1993           |                |
| Vier Kondensatoren                                                                              | Ende des 19. Jahrhunderts | in der Eisfabrik (5 rue des Moulins) (Lage)                          | PM67000699    | Classé         | 1993           |                |
| Drei Wandteppiche                                                                               | Ensemble aus PM67000914, PM67000915 und PM67000916 | im Bischofspalast (Lage)                                             | PM67000913    | Classé         | 2003           |                |
| Wandteppich Verhaftung Christi                                                                  | Wolle und Seide, bezeichnet 1599 | im Bischofspalast (Lage)                                             | PM67000914    | Classé         | 2003           |                |
| Wandteppich Grablegung                                                                          | Wolle und Seide, 1598, nach Albrecht Dürer | im Bischofspalast (Lage)                                             | PM67000915    | Classé         | 2003           |                |
| Wandteppich Auferstehung                                                                        | Wolle und Seide, bezeichnet 1592 | im Bischofspalast (Lage)                                             | PM67000916    | Classé         | 2003           |                |
| Drei Gemälde Zyklus zum Leben des heiligen Ludwigs                                              | Ensemble aus PM67000894, PM67000895 und PM67000896 | in der Kirche St-Louis (Lage)                                        | PM67000893    | Classé         | 2001           | weitere Bilder |
| Gemälde Der heilige Ludwig und Blanka von Kastilien                                             | Ölfarbe auf Leinwand, maroufliert, von Martin von Feuerstein 1904 | in der Kirche St-Louis (Lage)                                        | PM67000894    | Classé         | 2001           |                |
| Gemälde Der heilige Ludwig trägt die Dornenkrone                                                | Ölfarbe auf Leinwand, maroufliert, von Martin von Feuerstein 1901 | in der Kirche St-Louis (Lage)                                        | PM67000895    | Classé         | 2001           |                |
| Gemälde Der sterbende heilige Ludwig empfängt die Kommunion                                     | Ölfarbe auf Leinwand, maroufliert, von Martin von Feuerstein 1902 | in der Kirche St-Louis (Lage)                                        | PM67000896    | Classé         | 2001           |                |
| Orgel                                                                                           | Ensemble aus PM67000977 und PM67000776 | in der Kirche St-Maurice (Lage)                                      | PM67000976    | Classé         | 1996           | weitere Bilder |
| Orgelprospekt                                                                                   | 1899 gebaut, möglicherweise von Ludwig Becker entworfen | in der Kirche St-Maurice (Lage)                                      | PM67000977    | Classé         | 1996           | weitere Bilder |
| Instrumentalteil der Orgel                                                                      | 1899 von Friedrich Weigle gebaut | in der Kirche St-Maurice (Lage)                                      | PM67000776    | Classé         | 1996           | weitere Bilder |
| Orgel                                                                                           | Ensemble aus PM67000979 und PM67000777 | im Temple Neuf (Lage)                                                | PM67000978    | Classé         | 1995           | weitere Bilder |
| Orgelprospekt                                                                                   | 1877 nach einem Entwurf von Emile Salomon gebaut | im Temple Neuf (Lage)                                                | PM67000979    | Classé         | 1995           | weitere Bilder |
| Instrumentalteil der Orgel                                                                      | 1877 von Joseph Merklin gebaut | im Temple Neuf (Lage)                                                | PM67000777    | Classé         | 1995           | weitere Bilder |
| Gemälde Wundersame Brotvermehrung                                                               | Ölfarbe auf Leinwand, erste Hälfte des 18. Jahrhunderts, von Franz Carl oder Jacob Carl Stauder | in der Kirche St-Nicolas (Lage)                                      | PM67000785    | Classé         | 1997           |                |
| Erinnerungspokal für Pfarrer Jean Muller                                                        | Silber, vergoldet, 1833 von Jacques-Frédéric Kirstein | in der Kirche St-Thomas (Lage)                                       | PM67000929    | Classé         | 2004           |                |
| Büste Selbstporträt von Jean-Baptiste Pigalle                                                   | Gips, um 1777 von Jean-Baptiste Pigalle | in der Kirche St-Thomas (Lage)                                       | PM67000931    | Classé         | 2004           |                |
| Orgel                                                                                           | Ensemble aus PM67001134 und PM67001135 | in der Kirche Ste-Aurélie (Lage)                                     | PM67001133    | Inscrit Classé | 1996 1997 2000 | weitere Bilder |
| Orgelprospekt                                                                                   | 1718 von Andreas Silbermann gebaut | in der Kirche Ste-Aurélie (Lage)                                     | PM67001134    | 1996 1997      | Inscrit Classé | weitere Bilder |
| Instrumentalteil der Orgel                                                                      | 1718 von Andreas Silbermann gebaut, zwischen 1762 und 1766 von Johann Andreas Silbermann ergänzt | in der Kirche Ste-Aurélie (Lage)                                     | PM67001135    | Classé         | 2000           | weitere Bilder |
| Orgel                                                                                           | Ensemble aus PM67001885 und PM67001886 | in der Kirche St-Paul in Koenigshoffen (Lage)                        | PM67001884    | Classé         | 2017           |                |
| Orgelprospekt und Emporenbrüstung                                                               | 1913 nach einem Entwurf von Édouard Schimpff für die Walckerorgel gebaut, Tafelgemälde von Louis-Philippe Kamm                                                                                         | in der Kirche St-Paul in Koenigshoffen (Lage)                        | PM67001885    | Classé         | 2017           |                |
| Instrumentalteil der Orgel                                                                      | 1913 von Eberhard Friedrich Walcker gebaut | in der Kirche St-Paul in Koenigshoffen (Lage)                        | PM67001886    | Classé         | 2017           |                |
| Orgel                                                                                           | Ensemble aus PM67000379 und PM67001887 | in der Kirche St-Louis (Lage)                                        | PM67000972    | Classé         | 1982 2018      | weitere Bilder |
| Orgelprospekt                                                                                   | 1895 von Charles Wetzel gebaut | in der Kirche St-Louis (Lage)                                        | PM67000379    | Classé         | 1982 2018      | weitere Bilder |
| Instrumentalteil der Orgel                                                                      | 1895 von Charles Wetzel gebaut | in der Kirche St-Louis (Lage)                                        | PM67001887    | Classé         | 2018           |                |
| Zwei Trausessel                                                                                 | Holz und Stoff, um 1914 | in der Kirche St-Paul (Lage)                                         | PM67001378    | Inscrit        | 1997           |                |
| 90 Stühle                                                                                       | für den Chor; Holz, um 1914 | in der Kirche St-Paul (Lage)                                         | PM67001379    | Inscrit        | 1997           |                |
| Tisch und acht Stühle                                                                           | für die Sakristei; Holz, um 1914 | in der Kirche St-Paul (Lage)                                         | PM67001380    | Inscrit        | 1997           |                |
| Abendmahlsgeschirr                                                                              | zwei Kannen, zwei Kelche, zwei Patenen und eine Oblatendose; Silber, vergoldet, 1903 | in der Kirche St-Paul in Koenigshoffen (Lage)                        | PM67001381    | Inscrit        | 1997           |                |
| Prozessionsfahne der Herren- und Bürgersodalität                                                | Seide, Silber- und Goldfaden, 1917 | im Straßburger Münster (Lage)                                        | PM67001523    | Inscrit        | 1999           |                |
| Turmhahn                                                                                        | Schmiedeeisen, 17. Jahrhundert | in der Kirche St-Guillaume (Lage)                                    | PM67001515    | Inscrit        | 2003           |                |
| Gemälde Reformationsjubiläum 1817                                                               | Ölfarbe auf Leinwand, um 1817 | in der Kirche St-Guillaume (Lage)                                    | PM67001516    | Inscrit        | 2003           |                |
| Büste von Adrien de Lezay-Marnésia                                                              | Sandstein, 1815 | im Straßburger Münster (Lage)                                        | PM67001373    | Inscrit        | 1987           |                |
| Monstranz                                                                                       | Kupfer, vergoldet, Silber und Edelsteine, 18. Jahrhundert | in der Kirche Ste-Madeleine (Lage)                                   | PM67000342    | Classé         | 1978           |                |
| Vier Flachreliefs Szenen aus dem Leben von Petrus                                               | Lindenholz, 1500/01 | in der Kirche St-Pierre-le-Vieux (Lage)                              | PM67000344    | Classé         | 1978           | weitere Bilder |
| Zehn Gemälde Passion Christi                                                                    | Ölfarbe auf Leinwand, um 1485 von Heinrich Lützelmann | in der Kirche St-Pierre-le-Vieux (Lage)                              | PM67000345    | Classé         | 1978           | weitere Bilder |
| Wandteppich Legende der heiligen Odilie                                                         | Wolle und Baumwolle, Mitte des 15. Jahrhunderts; derzeit im Musée de l’Œuvre Notre-Dame aufbewahrt | im Collège St-Étienne (Lage)                                         | PM67000349    | Classé         | 1969           |                |
| Skulpturengruppe Beweinung Christi                                                              | Lindenholz, um 1500, vermutlich von Niklaus von Hagenau | im Collège St-Étienne (Lage)                                         | PM67000352    | Classé         | 1971           |                |
| Reliquiar der heiligen Attala                                                                   | Kupfer und Silber, vergoldet, Bergkristall, 12. bis 15. Jahrhundert | im Collège St-Étienne (Lage)                                         | PM67000353    | Classé         | 1978           |                |
| Arbogast-Altar                                                                                  | Seitenaltar; Altartisch, Retabel und Gemälde; Holz, 1743 von Pierre Ignace Parrocel | im Straßburger Münster (Lage)                                        | PM67000357    | Classé         | 1987           |                |
| Taufbecken                                                                                      | Sandstein, 1453 von Jodok Dotzinger | im Straßburger Münster (Lage)                                        | PM67000361    | Classé         | 1987           | weitere Bilder |
| Tür einer Chorschranke                                                                          | Schmiedeeisen, zwischen 1761 und 1767 | im Straßburger Münster (Lage)                                        | PM67000364    | 1987           | Classé         |                |
| Chorgestühl                                                                                     | Eichenholz, 1691/92 | im Straßburger Münster (Lage)                                        | PM67000365    | Classé         | 1987           |                |
| Sechs Altarleuchter                                                                             | Kupfer, um 1765 | im Straßburger Münster (Lage)                                        | PM67000368    | Classé         | 1987           |                |
| Skulptur Heiliger Andreas                                                                       | Holz, farbig gefasst, 15. Jahrhundert | im Straßburger Münster (Lage)                                        | PM67000372    | Classé         | 1987           |                |
| 16 Wandteppiche                                                                                 | Ensemble aus PM67000832 bis PM67000848 | im Straßburger Münster (Lage)                                        | PM67000832    | Classé         | 1999           |                |
| Wandteppich Florale Darstellung (A)                                                             | Wolle, 1738 | im Straßburger Münster (Lage)                                        | PM67000833    | Classé         | 1999           |                |
| Wandteppich Florale Darstellung (B)                                                             | Wolle, 18. Jahrhundert | im Straßburger Münster (Lage)                                        | PM67000834    | Classé         | 1999           |                |
| Wandteppich Florale Darstellung (C)                                                             | Wolle, 1737 | im Straßburger Münster (Lage)                                        | PM67000835    | Classé         | 1999           |                |
| Wandteppich Florale Darstellung (D)                                                             | Wolle, 18. Jahrhundert | im Straßburger Münster (Lage)                                        | PM67000836    | Classé         | 1999           |                |
| Wandteppich Florale Darstellung (E)                                                             | Wolle, 18. Jahrhundert | im Straßburger Münster (Lage)                                        | PM67000837    | Classé         | 1999           |                |
| Wandteppich Florale Darstellung (F)                                                             | Wolle, 18. Jahrhundert | im Straßburger Münster (Lage)                                        | PM67000838    | Classé         | 1999           |                |
| Wandteppich Florale Darstellung (G)                                                             | Wolle, 18. Jahrhundert | im Straßburger Münster (Lage)                                        | PM67000839    | Classé         | 1999           |                |
| Wandteppich Florale Darstellung (H)                                                             | Wolle, 18. Jahrhundert | im Straßburger Münster (Lage)                                        | PM67000840    | Classé         | 1999           |                |
| Wandteppich Florale Darstellung (I)                                                             | Wolle, 1738 | im Straßburger Münster (Lage)                                        | PM67000841    | Classé         | 1999           |                |
| Wandteppich Florale Darstellung (J)                                                             | Wolle, 18. Jahrhundert | im Straßburger Münster (Lage)                                        | PM67000842    | Classé         | 1999           |                |
| Wandteppich Florale Darstellung (K)                                                             | Wolle, 18. Jahrhundert | im Straßburger Münster (Lage)                                        | PM67000843    | Classé         | 1999           |                |
| Wandteppich Florale Darstellung (L)                                                             | Wolle, 18. Jahrhundert | im Straßburger Münster (Lage)                                        | PM67000844    | Classé         | 1999           |                |
| Wandteppich Florale Darstellung (M)                                                             | Wolle, 18. Jahrhundert | im Straßburger Münster (Lage)                                        | PM67000845    | Classé         | 1999           |                |
| Wandteppich Florale Darstellung (N)                                                             | Wolle, 18. Jahrhundert | im Straßburger Münster (Lage)                                        | PM67000846    | Classé         | 1999           |                |
| Wandteppich Florale Darstellung (O)                                                             | Wolle, 18. Jahrhundert | im Straßburger Münster (Lage)                                        | PM67000847    | Classé         | 1999           |                |
| Wandteppich Florale Darstellung (P)                                                             | Wolle, 18. Jahrhundert | im Straßburger Münster (Lage)                                        | PM67000848    | Classé         | 1999           |                |
| Stunden-Nachschlag-Glocke                                                                       | Bronze, 1595 gegossen | im Straßburger Münster (Lage)                                        | PM67000377    | Classé         | 1982           |                |
| Altar und Kanzel                                                                                | Holz, bemalt; Altar von 1669, Kanzel um 1765 | in der Kirche Ste-Aurélie (Lage)                                     | PM67000383    | Classé         | 1979           | weitere Bilder |
| Gemälde Christus beim Abendmahl                                                                 | Ölfarbe auf Leinwand, Holzrahmen, 16. Jahrhundert | in der Kirche St-Guillaume (Lage)                                    | PM67000406    | Classé         | 1987           |                |
| Grabstein von Johann Adam von Leyden                                                            | Sandstein, 1634 | in der Kirche St-Nicolas (Lage)                                      | PM67000501    | Classé         | 1988           |                |
| Skulptur Heiliger Stephan                                                                       | Lindenholz, um 1500, vermutlich von Niklas von Hagenau | im Collège St-Étienne (Lage)                                         | PM67000668    | Classé         | 1992           |                |
| Mühlstein                                                                                       | Basalt, vermutlich aus der Antike | im Hof des Anwesens 3 place Saint-Pierre le Jeune (Lage)             | PM67000670    | Classé         | 1976           |                |
| Flussschlepper Neuf Brisach                                                                     | ehemals Neuenburg; 1950 gebaut | im Rheinhafen (Lage)                                                 | PM67000679    | Classé         | 1994           |                |
| Orgel                                                                                           | Ensemble aus PM67000968 und PM67000671 | in der Kirche St-Nicolas (Lage)                                      | PM67000967    | Inscrit Classé | 1976           |                |
| Orgelprospekt                                                                                   | 1595 von Johann Jacob Baldner gebaut; Prospektpfeifen 1967 demontiert und nach Neuf-Brisach verkauft                                                                                                   | in der Kirche St-Nicolas (Lage)                                      | PM67000968    | Inscrit        | 1976           |                |
| Instrumentalteil der Orgel                                                                      | 1595 von Johann Jacob Baldner gebaut, 1707 durch Andreas Silbermann umgebaut; die Pfeifen 1967 demontiert und teilweise eingelagert, verkauft oder zerstört; nur der Spieltisch noch original erhalten | in der Kirche St-Nicolas (Lage)                                      | PM67000671    | Classé         | 1976           |                |
| Orgel                                                                                           | Haupteintrag für PM67000404 | in der Kirche St-Guillaume (Lage)                                    | PM67000973    | Classé         | 1987           | weitere Bilder |
| Orgelprospekt                                                                                   | 1726 bis 1728 von Andreas Silbermann gebaut | in der Kirche St-Guillaume (Lage)                                    | PM67000404    | Classé         | 1987           | weitere Bilder |
| Zwei Kirchenstühle                                                                              | Nadelholz, 1591 | in der Kirche St-Thomas (Lage)                                       | PM67000930    | Classé         | 2004           |                |
| Gemälde Die Emmauspilger                                                                        | Ölfarbe auf Leinwand, Holzrahmen, 1914 von Louis-Philippe Kamm | in der Kirche St-Paul in Koenigshoffen (Lage)                        | PM67001376    | Inscrit        | 1997           |                |
| Gemälde Tod des heiligen Franz Xaver                                                            | Ölfarbe auf Leinwand, 18. Jahrhundert | im Straßburger Münster (Lage)                                        | PM67001448    | Inscrit        | 2000           |                |
| Gemälde Heiliger Augustinus                                                                     | Ölfarbe auf Leinwand, vergoldeter Holzrahmen, 18. Jahrhundert | in der Kirche St-Louis (Lage)                                        | PM67001450    | Inscrit        | 2000           |                |
| Taufbecken                                                                                      | mit Flachrelief Taufe des Chlodwig; Marmor, Sandstein und Kupfer, 1827 von André Friedrich | in der Kirche St-Louis (Lage)                                        | PM67001452    | Inscrit        | 2000           |                |
| Gemälde Mariä Himmelfahrt                                                                       | Ölfarbe auf Leinwand, 19. Jahrhundert, von François-Joseph Heim | im Straßburger Münster (Lage)                                        | PM67001465    | Inscrit        | 2001           |                |
| Gemälde Gnadenthron                                                                             | Ölfarbe auf Holz, um 1600 | im Großen Seminar (Lage)                                             | PM67001466    | Inscrit        | 2001           |                |
| Prozessionsbanner der Pfarrei St. Laurentius                                                    | mit Bannerstange; Seidenstoff und Metallfaden sowie Holz, bemalt, versilbert und vergoldet, 1904 | im Straßburger Münster (Lage)                                        | PM67001520    | Inscrit        | 1999           |                |
| Prozessionsbanner                                                                               | Seide und Goldfaden, 1873 | im Straßburger Münster (Lage)                                        | PM67001521    | Inscrit        | 1999           |                |
| Gemälde Christus am Kreuz                                                                       | Ölfarbe auf Leinwand, Tannenholzrahmen, um 1823 nach Pierre Paul Prud’hon | im Straßburger Münster (Lage)                                        | PM67001464    | Inscrit        | 2001           |                |
| Mörser                                                                                          | mit Stößel und Sockel; Gusseisen, Eichenholz und Kupfer, vermutlich aus dem 19. Jahrhundert | im Pôle logistique der Hôpitaux Universitaires de Strasbourg (Lage)  | PM67001871    | Inscrit        | 2012           |                |
| Mörser                                                                                          | mit Sockel; Stein, Holz und Schmiedeeisen, vermutlich aus dem 19. Jahrhundert | im Pôle logistique der Hôpitaux Universitaires de Strasbourg (Lage)  | PM67001870    | Inscrit        | 2012           |                |
| Ausstattung eines pharmazeutischen Labors                                                       | Ensemble aus PM67001874, PM67001875, PM67001876, PM67001877, PM67001878, PM67001879 und PM67001880 | im Pharmaziegebäude des Hôpital civil (Lage)                         | PM67001873    | Inscrit        | 2012           |                |
| Dampfkessel zum Medizinkochen (54 l)                                                            | Holz, Gusseisen, Kupfer, Nickel, Bronze, um 1900 | im Pharmaziegebäude des Hôpital civil (Lage)                         | PM67001876    | Inscrit        | 2012           |                |
| Dampfkessel zum Medizinkochen (8 l)                                                             | Holz, Gusseisen, Kupfer, Nickel, Bronze, um 1900 | im Pharmaziegebäude des Hôpital civil (Lage)                         | PM67001879    | Inscrit        | 2012           |                |
| Herd zum Medizinkochen                                                                          | Gusseisen, Kupfer, Nickel und Bronze, um 1900 | im Pharmaziegebäude des Hôpital civil (Lage)                         | PM67001874    | Inscrit        | 2012           |                |
| Beheizter Trichter                                                                              | Kupfer und Glas, um 1900 | im Pharmaziegebäude des Hôpital civil (Lage)                         | PM67001875    | Inscrit        | 2012           |                |
| Autoklav                                                                                        | Kupfer, Blei und Bronze, um 1900 | im Pharmaziegebäude des Hôpital civil (Lage)                         | PM67001882    | Inscrit        | 2012           |                |
| Dampfkessel zum Medizinkochen (16 l)                                                            | Holz, Gusseisen, Kupfer, Nickel und Bronze, um 1900 | im Pharmaziegebäude des Hôpital civil (Lage)                         | PM67001878    | Inscrit        | 2012           |                |
| Dampfkessel zum Medizinkochen (5 l)                                                             | Holz, Gusseisen, Kupfer, Nickel und Bronze, um 1900 | im Pharmaziegebäude des Hôpital civil (Lage)                         | PM67001877    | Inscrit        | 2012           |                |
| Dampfkessel zum Medizinkochen (30 l)                                                            | Holz, Gusseisen, Kupfer, Nickel und Bronze, um 1900 | im Pharmaziegebäude des Hôpital civil (Lage)                         | PM67001880    | Inscrit        | 2012           |                |
| Dampfkessel zum Medizinkochen (50 l)                                                            | rostfreier Stahl, 1982 | im Pharmaziegebäude des Hôpital civil (Lage)                         | PM67001881    | Inscrit        | 2012           |                |
| Mörser                                                                                          | Bronze, 1729 | im Nouvel Hôpital civil (Lage)                                       | PM67001869    | Inscrit        | 2012           |                |
| Glocke                                                                                          | Bronze, 1410 | in der Kirche Ste-Aurélie (Lage)                                     | PM67000380    | Classé         | 1982           |                |
| Glocke                                                                                          | Bronze, Anfang des 15. Jahrhunderts | in der Kirche St-Pierre-le-Vieux (Lage)                              | PM67000382    | Classé         | 1982           |                |
| Grabdenkmal des Issac Haffner                                                                   | Sandstein und Marmor, 1831 | in der Kirche St-Nicolas (Lage)                                      | PM67000390    | Classé         | 1988           |                |
| Orgel                                                                                           | Haupteintrag für PM67000391 | im Palais des Fêtes (Lage)                                           | PM67000981    | Classé         | 1990           |                |
| Instrumentalteil der Orgel                                                                      | 1909 von Dalstein-Haerpfer gebaut | im Palais des Fêtes (Lage)                                           | PM67000391    | Classé         | 1990           |                |
| Gemälde Die Befreiung des Petrus                                                                | Ölfarbe auf Leinwand, 19. Jahrhundert, von Michel Oster nach Domenichino | in der Kirche St-Pierre-le-Jeune catholique (Lage)                   | PM67000399    | Classé         | 1988           |                |
| Pfarrstuhl                                                                                      | Holz, 1672 | in der Kirche St-Guillaume (Lage)                                    | PM67000403    | Classé         | 1987           |                |
| Grabstein des Johan Gerhard Patrick von Throrbach                                               | Sandstein, 1633 | in der Kirche St-Nicolas (Lage)                                      | PM67000500    | Classé         | 1988           |                |
| Laurentius-Altar                                                                                | Altartisch, Tabernakel, Retabel, Gemälde und zwei Skulpturen; Holz, farbig gefasst und vergoldet, sowie Ölfarbe auf Leinwand, um 1500 sowie um 1800                                                    | im Straßburger Münster (Lage)                                        | PM67000333    | Classé         | 1974           | weitere Bilder |
| Orgel                                                                                           | Ensemble aus PM67000348 und PM67000347 | in der Kirche St-Thomas (Lage)                                       | PM67000969    | Classé         | 1973 1971      | weitere Bilder |
| Orgelprospekt und Emporenbrüstung                                                               | um 1740 von Johann Andreas Silbermann gebaut; die Emporenbrüstung älter | in der Kirche St-Thomas (Lage)                                       | PM67000348    | Classé         | 1973           | weitere Bilder |
| Instrumentalteil der Orgel                                                                      | um 1740 von Johann Andreas Silbermann gebaut | in der Kirche St-Thomas (Lage)                                       | PM67000347    | Classé         | 1971           | weitere Bilder |
| Osterleuchter                                                                                   | Kupfer, um 1765, Entwurf von Joseph Massol | im Straßburger Münster (Lage)                                        | PM67000369    | Classé         | 1987           |                |
| Altarkreuz                                                                                      | Bronze und Kupfer, um 1765 | im Straßburger Münster (Lage)                                        | PM67000370    | Classé         | 1987           |                |
| Gemälde Anbetung der Hirten                                                                     | Ölfarbe auf Leinwand, 18. Jahrhundert | im Straßburger Münster (Lage)                                        | PM67000373    | Classé         | 1980           |                |
| Pietà (Vierge noire)                                                                            | Holz, farbig gefasst, 14. Jahrhundert | im Straßburger Münster (Lage)                                        | PM67000375    | Classé         | 1985           |                |
| 15 Chorbänke                                                                                    | Eichenholz, 1692 | im Straßburger Münster (Lage)                                        | PM67000927    | Classé         | 2004           |                |
| Behälter für das Herz des Maréchal de Saxe                                                      | Silber und Bronze, vergoldet, 1751 | in der Kirche St-Thomas (Lage)                                       | PM67000934    | Classé         | 2004           |                |
| Skulptur Maria Immaculata                                                                       | Kupfer, versilbert, Messing, Kupfer, Glas und Holz, zwischen 1818 und 1827 | im Großen Seminar (Lage)                                             | PM67000936    | Classé         | 2004           |                |
| Gemälde Abendmahlsfeier in der Wilhelmskirche                                                   | Ölfarbe auf Leinwand, Holzrahmen, 18. Jahrhundert | in der Kirche St-Guillaume (Lage)                                    | PM67000944    | Classé         | 2004           |                |
| Orgel                                                                                           | Ensemble aus PM67001131 und PM67000388 | im Palais Rohan (Lage)                                               | PM67000970    | Classé         | 2010           |                |
| Orgelprospekt                                                                                   | 1719 von Andreas Silbermann gebaut | im Palais Rohan (Lage)                                               | PM67001131    | Classé         | 2010           |                |
| Instrumentalteil der Orgel                                                                      | 1719 von Andreas Silbermann gebaut | im Palais Rohan (Lage)                                               | PM67000388    | Classé         | 1976 2010      |                |
| Taufgeschirr                                                                                    | Taufkanne und -becken; Silber, 1903 | in der Kirche St-Paul in Koenigshoffen (Lage)                        | PM67001382    | Inscrit        | 1997           |                |
| Gemälde Heiliger Aloysius von Gonzaga                                                           | Ölfarbe auf Leinwand, Holzrahmen, vermutlich vom Anfang des 19. Jahrhunderts | im Straßburger Münster (Lage)                                        | PM67001447    | Inscrit        | 2000           |                |
| Prozessionsbanner der Erzbruderschaft der christlichen Mütter                                   | Seide, Goldfaden, 1861 | im Straßburger Münster (Lage)                                        | PM67001522    | Inscrit        | 1999           |                |
| Zwei Wandteppiche Die Auguren I und II                                                          | Wolle, 1973, Entwurf von Robert Wogensky | in der Faculté de Droit (Lage)                                       | PM67001414    | Inscrit        | 2003           |                |
| Skulptur Bischof Werner                                                                         | Sandstein, 1840 | im Straßburger Münster (Lage)                                        | PM67001371    | Inscrit        | 1987           |                |
| Prozessionskreuz                                                                                | Silber, Holz, 15. Jahrhundert | im Straßburger Münster (Lage)                                        | PM67000329    | Classé         | 1967           |                |
| Johann-Nepomuks-Altar                                                                           | Altartisch, Retabel und Gemälde; Holz und Ölfarbe auf Leinwand; Holzarbeiten aus der zweiten Hälfte des 18. Jahrhunderts, Gemälde 1775 von Joseph Melling                                              | im Straßburger Münster (Lage)                                        | PM67000334    | Classé         | 1974           |                |
| Kelch und Patene                                                                                | Silber, vergoldet, um 1739 | in der Kirche Ste-Madeleine (Lage)                                   | PM67000338    | Classé         | 1978           |                |
| Kelch                                                                                           | Kupfer, vergoldet, 18. Jahrhundert | in der Kirche Ste-Madeleine (Lage)                                   | PM67000339    | Classé         | 1978           |                |
| Kelch und Patene                                                                                | Silber, vergoldet, 18. Jahrhundert | in der Kirche Ste-Madeleine (Lage)                                   | PM67000340    | Classé         | 1978           |                |
| Wandteppich Legende der heiligen Attala                                                         | Wolle und Baumwolle, Mitte des 15. Jahrhunderts; derzeit im Musée de l’Œuvre Notre-Dame aufbewahrt | im Collège St-Étienne (Lage)                                         | PM67000350    | Classé         | 1969           |                |
| Hauptaltar                                                                                      | Marmor und Bronze, zwischen 1761 und 1767, Entwurf von Joseph Massol | im Straßburger Münster (Lage)                                        | PM67000362    | Classé         | 1987           |                |
| Zwölf Büsten                                                                                    | Eichen- und Tannenholz, um 1765 | im Straßburger Münster (Lage)                                        | PM67000366    | Classé         | 1987           |                |
| Wandbild La Création du Monde                                                                   | emaillierte Terrakottafliesen, 1961, entworfen von Jean Lurçat | im Maison de la Radio (Lage)                                         | PM67000374    | Classé         | 1983           |                |
| Heiliggeistglocke                                                                               | auch Totenglocke oder Grand Bourdon; Bronze, 1427 | im Straßburger Münster (Lage)                                        | PM67000376    | Classé         | 1982           |                |
| Kanzel                                                                                          | Holz, 1695 | in der Kirche St-Nicolas (Lage)                                      | PM67000381    | Classé         | 1982           |                |
| Güterwaggon TF951067                                                                            | zweiachsiger, normalspuriger Schüttgutwaggon mit Bremserhaus, 1912; derzeit im Technicentre von Romilly-sur-Seine                                                                                      | im Bahnbetriebswerk (Lage)                                           | PM67000392    | Classé         | 1990           |                |
| Güterwaggon SC 967391 (V1)                                                                      | zweiachsiger, normalspuriger Kesselwagen, zwischen 1910 und 1920; derzeit im Technicentre von Romilly-sur-Seine                                                                                        | im Bahnbetriebswerk (Lage)                                           | PM67000393    | Classé         | 1990           |                |
| Gemälde Apostelkommunion                                                                        | Ölfarbe auf Leinwand, 1764 von Johann Jodokus Thanisch | in der Kirche St-Pierre-le-Jeune catholique (Lage)                   | PM67000396    | Classé         | 1988           |                |
| Gemälde Petruss erhält die Schlüssel                                                            | Ölfarbe auf Leinwand, 1765 von Johann Jodokus Thanisch | in der Kirche St-Pierre-le-Jeune catholique (Lage)                   | PM67000397    | Classé         | 1988           |                |
| Gemälde Papst Leo IX. weiht die Kirche St-Pierre-le-jeune                                       | Ölfarbe auf Leinwand, 19. Jahrhundert von Michel Oster | in der Kirche St-Pierre-le-Jeune catholique (Lage)                   | PM67000398    | Classé         | 1988           |                |
| Altar und Altarschranke                                                                         | Stein, Stuck und Schmiedeeisen; Altartisch aus dem 18. Jahrhundert, Schranke von 1803 | in der Kirche St-Guillaume (Lage)                                    | PM67000402    | Classé         | 1987           |                |
| Vier Gemälde Kreuzabnahme und Aposteldarstellungen                                              | Ölfarbe auf Leinwand, vergoldete Holzrahmen, 1745 und 1746 nach François Duquesnoy und Jean Jouvenet                                                                                                   | in der Kirche St-Guillaume (Lage)                                    | PM67000405    | Classé         | 1987           |                |
| Grabdenkmal für Johann Heinrich Fritschmann und seine Tochter Katharina Elisabeth Lichtenberger | Sandstein und Marmor, 1789 | in der Kirche St-Nicolas (Lage)                                      | PM67000502    | Classé         | 1988           |                |
| Lesepult                                                                                        | Holz, vergoldet, 18. Jahrhundert | in der Kirche St-Pierre-le-Jeune protestant (Lage)                   | PM67000504    | Classé         | 1988           | weitere Bilder |
| Orgel                                                                                           | Haupteintrag für PM67000505 | in der Kirche St-Pierre-le-Jeune protestant (Lage)                   | PM67001136    | Classé         | 1988           | weitere Bilder |
| Orgelprospekt                                                                                   | Hauptprospekt 1780 von Johann Andreas Silbermann gebaut, Rückprospekt 1900 von Edmond Alexandre Roethinger                                                                                             | in der Kirche St-Pierre-le-Jeune protestant (Lage)                   | PM67000505    | Classé         | 1988           | weitere Bilder |
| Sarkophag des Bischofs Adeloch                                                                  | Sandstein, um 1130 | in der Kirche St-Thomas (Lage)                                       | PM67000550    | Classé         | 1991           | weitere Bilder |
| Kruzifix                                                                                        | Holz, farbig gefasst, 14. oder 15. Jahrhundert | im Collège St-Étienne (Lage)                                         | PM67000669    | Classé         | 1992           |                |
| Grab des Bischofs Conrad von Lichtenberg                                                        | Sandstein, teilweise farbig gefasst, um 1300 | im Straßburger Münster (Lage)                                        | PM67000866    | Classé         | 2000           |                |
| Zwei Abendmahlskannen                                                                           | Silber vergoldet, zwischen 1819 und 1838 | in der Kirche St-Thomas (Lage)                                       | PM67000928    | Classé         | 2004           |                |
| Truhe für das Herz des Maréchal de Saxe                                                         | Zinn, 1780 | in der Kirche St-Thomas (Lage)                                       | PM67000933    | Classé         | 2004           |                |
| Petschaft des Maréchal de Saxe                                                                  | Messing, vergoldet, und Achat, erste Hälfte des 18. Jahrhunderts | in der Kirche St-Thomas (Lage)                                       | PM67000935    | Classé         | 2004           |                |
| Gemälde Heiliger Antonius                                                                       | Ölfarbe auf Leinwand, vergoldeter Holzrahmen, 17. Jahrhundert, von Claude Vignon | im Großen Seminar (Lage)                                             | PM67000940    | Classé         | 2005           |                |
| Orgel                                                                                           | Haupteintrag für PM67000386 | in der Kirche St-Sauveur (Lage)                                      | PM67001127    | Classé         | 1981           | weitere Bilder |
| Instrumentalteil der Orgel                                                                      | 1907 von Dalstein-Hærpfer gebaut | in der Kirche St-Sauveur (Lage)                                      | PM67000386    | Classé         | 1981           | weitere Bilder |
| Gemälde Die heilige Odilie heilt einen blinden Jungen                                           | Ölfarbe auf Leinwand, 1914, von Karl Jordan | im Großen Seminar (Lage)                                             | PM67001374    | Inscrit        | 2002           |                |
| Kirchenbänke und Wandverkleidung                                                                | mit acht Gemälde von Louis-Philippe Kamm; Holz, 1913/14 | in der Kirche St-Paul in Koenigshoffen (Lage)                        | PM67001377    | Inscrit        | 1997           |                |
| Gemälde Geburt Christi                                                                          | Ölfarbe auf Leinwand, vergoldeter Holzrahmen, 18. Jahrhundert | in der Kirche St-Louis (Lage)                                        | PM67001451    | Inscrit        | 2000           |                |
| Gemälde Anbetung der Könige                                                                     | Ölfarbe auf Leinwand, 18. Jahrhundert | im Großen Seminar (Lage)                                             | PM67001467    | Inscrit        | 2001           |                |
| Gemälde Rosenkranzmadonna                                                                       | Ölfarbe auf Leinwand, um 1635 | in der Dominikanerkirche (Lage)                                      | PM67001562    | Inscrit        | 1998           | weitere Bilder |
| Zwei Supraporten                                                                                | Ölfarbe auf Leinwand, vergoldeter Holzrahmen, 18. Jahrhundert | im Großen Seminar (Lage)                                             | PM67001513    | Inscrit        | 2003           |                |
| Gemälde Daniel in der Löwengrube                                                                | Ölfarbe auf Leinwand, Ende des 18. Jahrhunderts | in der Kirche St-Guillaume (Lage)                                    | PM67001514    | Inscrit        | 2003           |                |
| Balustrade des Ölbergs                                                                          | Eichenholz, Mitte des 19. Jahrhunderts | im Straßburger Münster (Lage)                                        | PM67001370    | Inscrit        | 1987           |                |
| Vier Säulen                                                                                     | vom alten Hauptaltar; Marmor, zwischen 1682 und 1686 | im Straßburger Münster (Lage)                                        | PM67001372    | Inscrit        | 1987           |                |
| 14 Wandteppiche: Marienlebenzyklus                                                              | Wolle, Seide, Silberfaden, zwischen 1638 und 1657 | im Straßburger Münster (Lage)                                        | PM67000330    | Classé         | 1978           | weitere Bilder |
| Relief Bekehrung des Wilhelm von Aquitanien                                                     | Kastanienholz, farbig gefasst und vergoldet, Anfang des 16. Jahrhunderts | in der Kirche St-Guillaume (Lage)                                    | PM67000337    | Classé         | 1971           | weitere Bilder |
| Tablett und zwei Kännchen                                                                       | Silber vergoldet, 1752 | in der Kirche Ste-Madeleine (Lage)                                   | PM67000341    | Classé         | 1978           |                |
| Skulptur Madonna mit Kind                                                                       | Holz, Silber und Kupfer, vergoldet, Edelsteine, 1731/32 | im Großen Seminar (Lage)                                             | PM67000354    | Classé         | 1978           |                |
| Johannes-der-Täufer-Altar                                                                       | Seitenaltar; Altartisch, Retabel und Gemälde, Holz, farbig gefasst und vergoldet, sowie Ölfarbe auf Leinwand, 1744, von Pierre Parrocel                                                                | im Straßburger Münster (Lage)                                        | PM67000356    | Classé         | 1987           |                |
| Altar und Retabel                                                                               | Holz, farbig gefasst, 1900 | im Straßburger Münster (Lage)                                        | PM67000358    | Classé         | 1987           |                |
| Kanzel                                                                                          | Stein, Lindenholz, 1485, von Hans Hammer; schmiedeeisernes Gitter, 19. Jahrhundert | im Straßburger Münster (Lage)                                        | PM67000360    | Classé         | 1987           | weitere Bilder |
| Skulptur Kopf eines Putto                                                                       | Schmiedeeisen, vergoldet, Mitte des 18. Jahrhunderts | im Straßburger Münster (Lage)                                        | PM67000367    | Classé         | 1987           |                |
| Stundenglocke                                                                                   | Bronze, 1691 | im Straßburger Münster (Lage)                                        | PM67000378    | Classé         | 1982           |                |
| Flachrelief Anna Selbdritt                                                                      | Holz, farbig gefasst, um 1520, vermutlich von Hans Wydyz | in der Kirche St-Pierre-le-Vieux (Lage)                              | PM67000384    | Classé         | 1979           | weitere Bilder |
| Caracalla-Kopf                                                                                  | Sandstein, Antike | im Palais Rohan (Musée archéologique) (Lage)                         | PM67000387    | Classé         | 1979           |                |
| Wandgemälde Auferstehung                                                                        | aus dem 15. Jahrhundert | in der Kirche St-Nicolas (Lage)                                      | PM67000389    | Classé         | 1988           |                |
| Grabdenkmal für die Landgrafen Philipp und Ulrich von Werd                                      | Sandstein, 1332 und 1344 | in der Kirche St-Guillaume (Lage)                                    | PM67000400    | Classé         | 1987           |                |
| Vier Weihwasserbecken                                                                           | Sandstein, Ende des 17. Jahrhunderts | im Straßburger Münster (Lage)                                        | PM67000496    | Classé         | 1987           |                |
| Epitaph für Johan Gerhard Patrick von Throrbach                                                 | Sandstein, 1633 | in der Kirche St-Pierre-le-Jeune protestant (Lage)                   | PM67000498    | Classé         | 1988           |                |
| Kanzel                                                                                          | Eichenholz, bemalt und vergoldet, um 1765 | in der Kirche St-Pierre-le-Jeune protestant (Lage)                   | PM67000503    | Classé         | 1988           | weitere Bilder |
| Wandverkleidung                                                                                 | mit vier Gemälden und zwei Skulpturen; Eichenholz, bemalt bzw. farbig gefasst, teilweise versilbert und vergoldet, sowie Ölfarbe auf Leinwand, um 1765, ein Gemälde nach Rembrandt van Rijn            | in der Kirche St-Pierre-le-Jeune protestant (Lage)                   | PM67000506    | Classé         | 1988           | weitere Bilder |
| Glocke                                                                                          | Bronze, 1755 | in der Kirche St-Guillaume (Lage)                                    | PM67000666    | Classé         | 1987           |                |
| Drei Kronleuchter                                                                               | Messing, erste Hälfte des 19. Jahrhunderts | in der Kirche St-Thomas (Lage)                                       | PM67000667    | Classé         | 1983           |                |
| Zwei Skulpturen: Heiliger Augustinus und unbekannter Heiliger                                   | Holz, vergoldet, 18. Jahrhundert | in der Kapelle der Institution Notre-Dame (2 rue des Mineurs) (Lage) | PM67000672    | Classé         | 1991           |                |
| Ölberg                                                                                          | Sandstein, Holz und Gips, 1498, von Veit Wagner | im Straßburger Münster (Lage)                                        | PM67000684    | Classé         | 1987           | weitere Bilder |
| Orgel                                                                                           | Haupteintrag für PM67001130 | in der reformierten Kirche Le Bouclier (Lage)                        | PM67001129    | Classé         | 2002           | weitere Bilder |
| Orgelprospekt                                                                                   | 1790 von Johann Conrad Sauer und Franz Anton Ketterer gebaut | in der reformierten Kirche Le Bouclier (Lage)                        | PM67001130    | Classé         | 2002           | weitere Bilder |
| Skulptur Madonna mit Kind                                                                       | mit Sockel; Obstbaumholz, Anfang des 15. Jahrhunderts | im Großen Seminar (Lage)                                             | PM67000918    | Classé         | 2003           |                |
| Skulptur Madonna mit Kind                                                                       | Holz, farbig gefasst und vergoldet, um 1500; möglicherweise nach dem Blatt L. 79 des Meisters E. S. | im Großen Seminar (Lage)                                             | PM67000919    | Classé         | 2003           |                |
| Standuhr                                                                                        | Holz, Bronze, Stahl und Gusseisen, 1902/03, von J. & A. Ungerer | im Lycée international des Pontonniers (Lage)                        | PM67000922    | Classé         | 2003           |                |
| Zwei Kirchenstühle                                                                              | Holz, bemalt, Ende des 17. Jahrhunderts | in der Kirche St-Pierre-le-Vieux (Lage)                              | PM67001375    | Inscrit        | 2002           |                |
| Gemälde Die Kommunion der Heiligen Maria Magdalena                                              | Ölfarbe auf Leinwand, vergoldeter Holzrahmen, 18. Jahrhundert | in der Kirche St-Louis (Lage)                                        | PM67001449    | Inscrit        | 2000           |                |
| Prozessionsbanner                                                                               | Seide und Goldfaden, erste Hälfte des 19. Jahrhunderts | im Straßburger Münster (Lage)                                        | PM67001519    | Inscrit        | 1999           |                |
| Zähltisch                                                                                       | Obstbaumholz, 15. oder 16. Jahrhundert | in der Kirche St-Thomas (Lage)                                       | PM67000932    | Classé         | 2004           |                |
| 28 Gedenktafeln                                                                                 | Wappenbilder der Kirchenpfleger; Farbe auf Metall, zwischen 1659 und 1764 | in der Kirche St-Guillaume (Lage)                                    | PM67000945    | Classé         | 2005           |                |
| Glocke                                                                                          | mit Aufhängung; Bronze, 1766 für die reformierte Gemeinde in Sarnstall gegossen | außen am Pharmaziegebäude des Hôpital civil (Lage)                   | PM67001872    | Inscrit        | 2012           |                |